# Inmigración cubana en los Estados Unidos
Los cubanos en los Estados Unidos constituyen la mayor comunidad cubana fuera de su país, y en 2022 la cuarta comunidad hispana de los Estados Unidos, después de los mexicanos, puertorriqueños y salvadoreños. Sus aportaciones más relevantes son las remesas familiares, en el campo de las artes y una incidencia sobredimensionada en la política.
En los Estados Unidos había 1 343 960 inmigrantes cubanos en 2018, según la Oficina del Censo de los Estados Unidos.
Se estima que más de dos millones y medio de cubanos residen fuera de su país. Algunos cálculos indican que alrededor del 70 % de la población cubana en el exterior reside en los Estados Unidos, concentrándose principalmente en el estado de Florida, y también en otros como California, Nueva Jersey, Nueva York (estado) y Texas.

## Historia

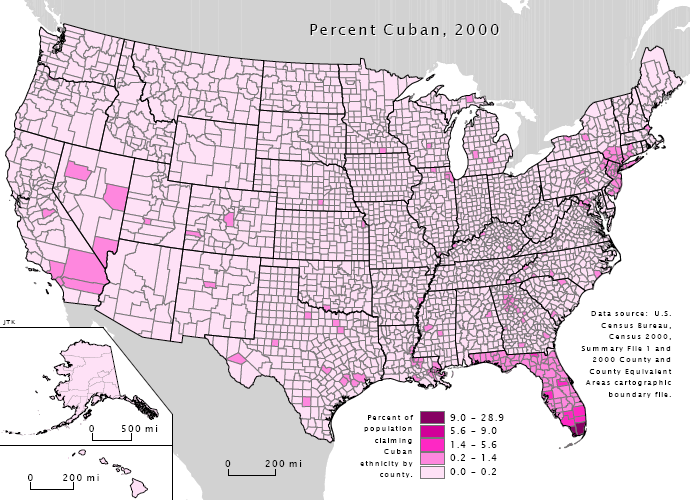
Censo de 2000 de las poblaciones cubanas en todo Estados Unidos.

Los primeros cubanos que llegaron a lo que hoy son los Estados Unidos, fueron los ciudadanos de la isla de Cuba que salieron hacia la Florida, antiguo territorio español con el que estaba vinculado desde la colonización española.
Tras el triunfo de la Revolución cubana en 1959, un gran número de cubanos emigró a los Estados Unidos, radicándose la mayor parte de ellos en Miami. Estos primeros cubanos salieron de su país debido a los cambios que se estaban produciendo en la isla, que incluyeron la expropiación de tierras, negocios, industrias y la nacionalización de toda la economía cubana.
Después de este éxodo inicial han ocurrido varios incidentes que han provocado salidas masivas de cubanos hacia Estados Unidos.
- El 28 de septiembre de 1965, Fidel Castro anunció que hasta el 10 de octubre el puerto de Camarioca estaría abierto para todos los emigrados que quisieran llevarse a sus familiares. El puerto estuvo abierto hasta el 15 de noviembre de 1965. Por esa vía salieron 2979 cubanos, y otros 2104 quedaron en Camarioca hasta que fueron recogidos en barcos alquilados por el gobierno de Estados Unidos.
- Tras el fin de las operaciones en Camarioca, y según un acuerdo entre Lyndon B. Johnson y Fidel Castro se iniciaron los llamados vuelos de la libertad, una manera más segura y ordenada. Estos vuelos se efectuaron dos veces al día, cinco días a la semana desde el 1 de diciembre de 1965 hasta abril de 1973 cuando fueron cancelados por el presidente Richard Nixon. En estos vuelos viajaron a Estados Unidos 260 561 cubanos.
- Entre el 15 de abril y el 31 de octubre de 1980 se produjo otro incidente similar al de Camarioca, conocido como éxodo del Mariel. En esta ocasión 125 000 cubanos abandonaron la isla en botes provenientes de Estados Unidos, a estas personas se les conoce comúnmente como marielitos.
- Después de la tragedia del remolcador 13 de Marzo[4][5] y algunos disturbios posteriores, el 13 de agosto de 1994 Fidel Castro anunció que a partir de ese momento los guardafronteras cubanos se retirarían, permitiendo la salida del país a cualquier persona que así lo quisiera. Esta acción provocó la llamada «crisis de los balseros». El 19 de agosto la administración del presidente Bill Clinton ordenó la intercepción de los emigrantes cubanos en alta mar y su traslado a un refugio seguro en la Base Naval de Guantánamo. A ese refugio fueron trasladados 32 362 cubanos, que luego fueron admitidos en los Estados Unidos.
- En la actualidad existe un sorteo de visas sólo para ciudadanos cubanos según el cual unos 20 000 cubanos viajan cada año a Estados Unidos. Según cifras de la SINA (Sección de Intereses de Estados Unidos en La Habana),[6] en la convocatoria para el sorteo realizada en 1998 se inscribieron 541 000 cubanos.

La comunidad cubana en Estados Unidos incluye algunos exiliados políticos (grandes propietarios al triunfo de la Revolución) aunque abrumadoramente son emigrantes económicos de todas las edades y regiones del país. La comunidad cubana se ha caracterizado tradicionalmente por votar al Partido Republicano, aunque entre las generaciones más jóvenes existe una mayor diversidad de voto.

## Cultura Cubana en los Estados Unidos

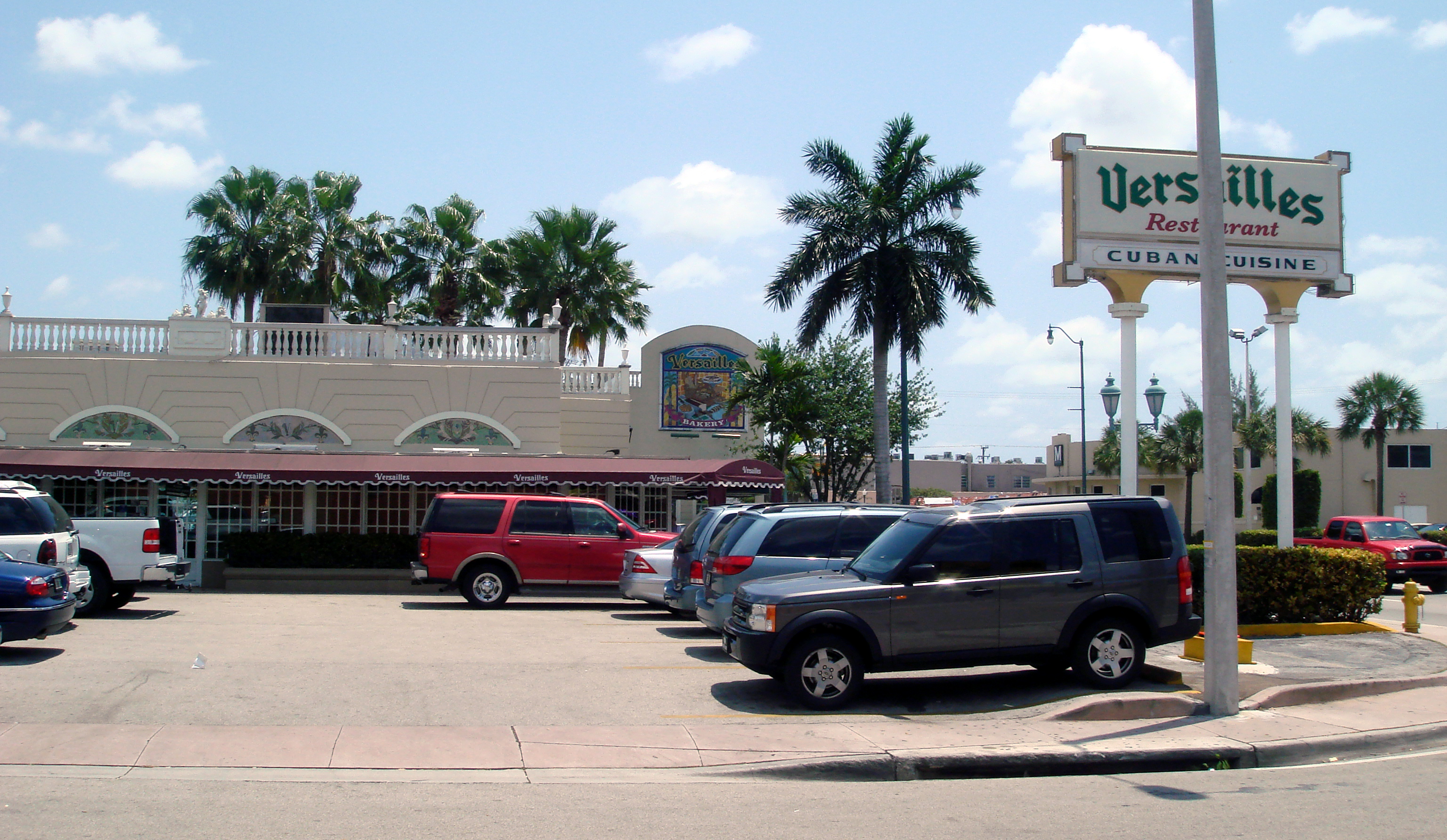
Versailles Restaurant, centro patriótico y cultural del exilio de la Pequeña Habana.

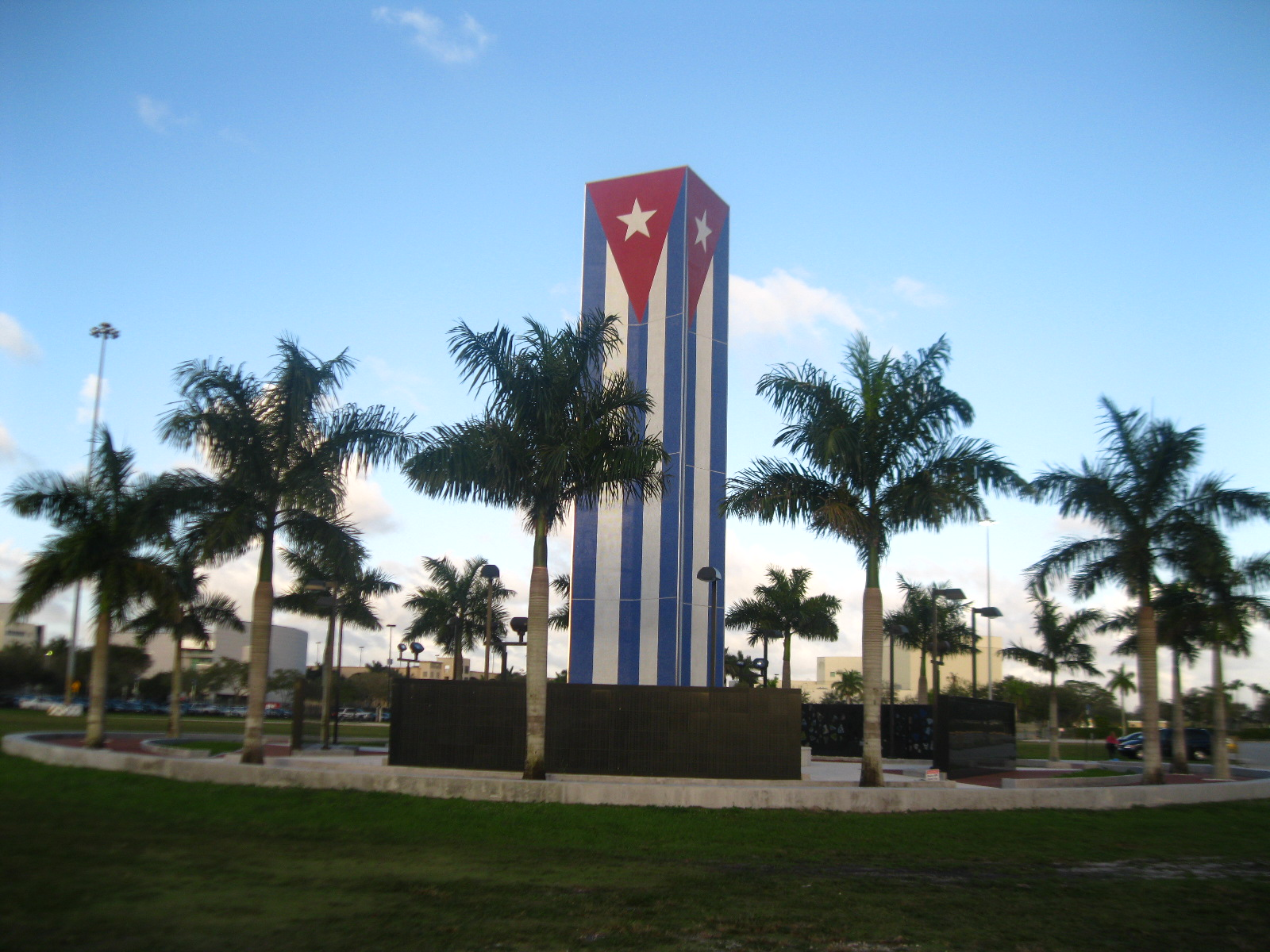
El Memorial Cubano ubicado en Miami, Florida que conmemorar a los más de 10.000 cubanos fallecidos durante el régimen de Fidel Castro en Cuba o fallecidos en el mar emigrando a la Florida.

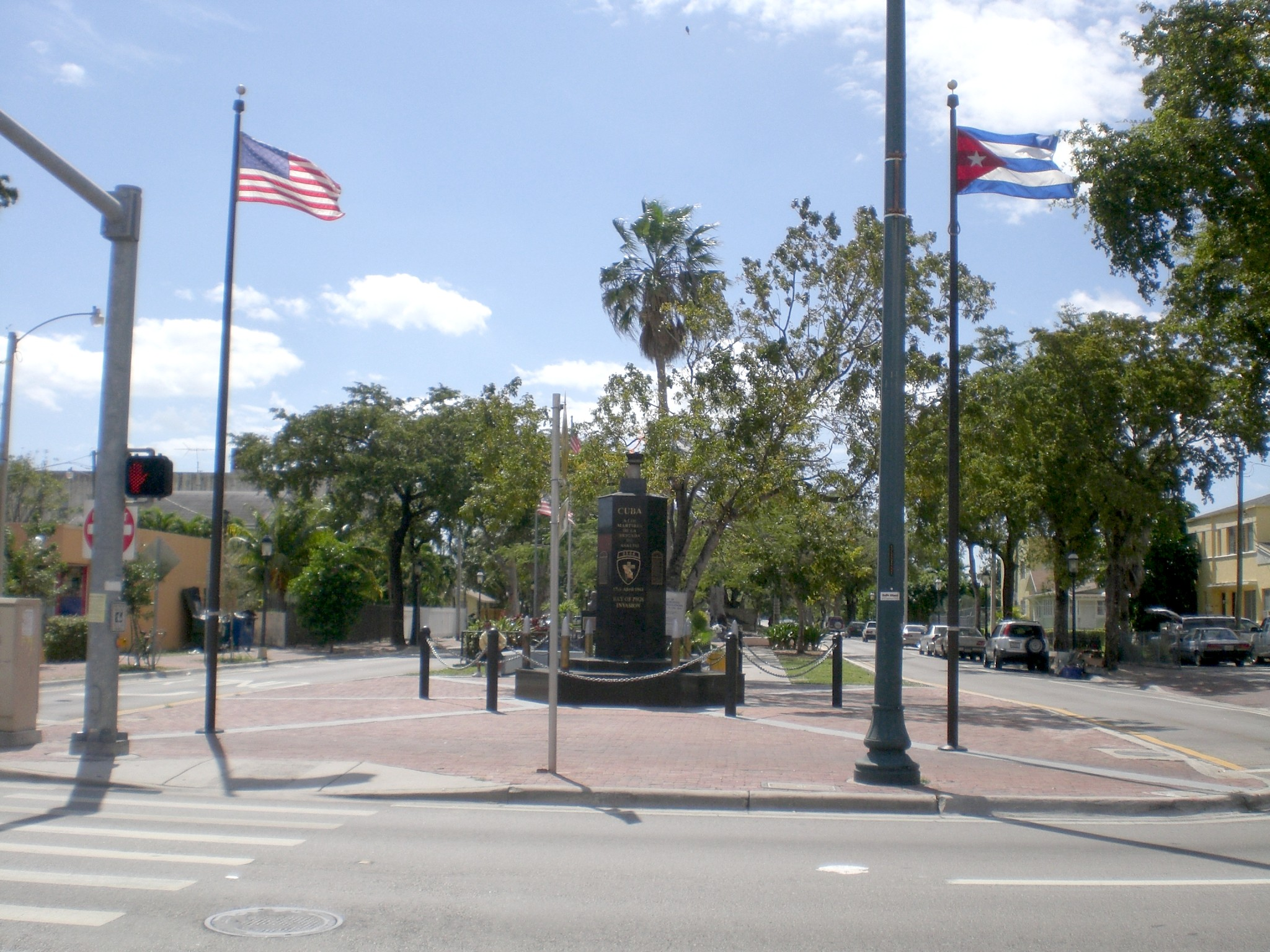
Vista del parque de la Memoria Cubana en la Pequeña Habana en Miami (Florida), un parque lineal de estatuas y monumentos relacionados con la comunidad cubana de Miami.

### Pequeña Habana
Pequeña Habana, en inglés Little Havana, es un popular barrio de Miami donde vive gran cantidad de inmigrantes cubanos exiliados. Limita con el río Miami, la autopista I-95 y Brickell. Actualmente, la Pequeña Habana es un reclamo cultural para la comunidad cubana en los Estados Unidos, en donde se recrea el estilo de vida de su país natal. Los principales comercios se encuentran a lo largo de la calle Ocho (Eight Street) que posee su propio Paseo de la Fama con estrellas para Celia Cruz, Willy Chirino y Gloria Estefan entre otros artistas cubanos del exilio.

### Acento miamense
El intercambio cultural de las segundas, terceras y cuartas generaciones de hispanoamericanos en el sur de Florida, especialmente descendientes de inmigrantes cubanos, han propiciado el desarrollo de un acento distinguible dentro del inglés estadounidense hablado en la región más sureña de Florida y, especialmente, en Miami.

## Demografía

### Distribución por estados
| Estado/Territorio    | Cubanoestadounidense Población (2010) | Porcentaje |
| -------------------- | ------------------------------------- | ---------- |
| Alabama              | 4064                                  | 0.1 %      |
| Alaska               | 927                                   | 0.1 %      |
| Arizona              | 10 692                                | 0.2 %      |
| Arkansas             | 1493                                  | 0.1 %      |
| California           | 88 607                                | 0.2 %      |
| Colorado             | 6253                                  | 0.1 %      |
| Connecticut          | 9490                                  | 0.3 %      |
| Delaware             | 1443                                  | 0.2 %      |
| Distrito de Columbia | 1789                                  | 0.3 %      |
| Florida              | 1 213 438                             | 6.5 %      |
| Georgia              | 25 048                                | 0.3 %      |
| Hawái                | 1544                                  | 0.1 %      |
| Idaho                | 825                                   | 0.1 %      |
| Illinois             | 22 541                                | 0.2 %      |
| Indiana              | 4042                                  | 0.1 %      |
| Indiana              | 1226                                  | 0.0 %      |
| Kansas               | 2723                                  | 0.1 %      |
| Kentucky             | 25 000                                | 0.3 %      |
| Luisiana             | 10 330                                | 0.2 %      |
| Maine                | 783                                   | 0.1 %      |
| Maryland             | 10 366                                | 0.2 %      |
| Massachusetts        | 11 306                                | 0.2 %      |
| Míchigan             | 9922                                  | 0.1 %      |
| Minnesota            | 3661                                  | 0.1 %      |
| Misisipi             | 2063                                  | 0.1 %      |
| Misuri               | 4979                                  | 0.1 %      |
| Montana              | 421                                   | 0.0 %      |
| Nebraska             | 2152                                  | 0.1 %      |
| Nevada               | 21 459                                | 0.8 %      |
| Nueva Hampshire      | 1349                                  | 0.1 %      |
| Nueva Jersey         | 83 362                                | 0.9 %      |
| Nuevo México         | 4298                                  | 0.2 %      |
| Nueva York           | 70 803                                | 0.4 %      |
| Carolina del Norte   | 18 079                                | 0.2 %      |
| Dakota del Norte     | 260                                   | 0.0 %      |
| Ohio                 | 7523                                  | 0.1 %      |
| Oklahoma             | 2755                                  | 0.1 %      |
| Oregón               | 4923                                  | 0.1 %      |
| Pensilvania          | 17 930                                | 0.1 %      |
| Rhode Island         | 1640                                  | 0.2 %      |
| Carolina del Norte   | 5955                                  | 0.1 %      |
| Dakota del Sur       | 265                                   | 0.0 %      |
| Tennessee            | 7773                                  | 0.1 %      |
| Texas                | 46 541                                | 0.2 %      |
| Utah                 | 1963                                  | 0.1 %      |
| Vermont              | 510                                   | 0.1 %      |
| Virginia             | 15 229                                | 0.2 %      |
| Washington           | 6744                                  | 0.1 %      |
| Virginia Occidental  | 764                                   | 0.0 %      |
| Wisconsin            | 3696                                  | 0.1 %      |
| Wyoming              | 275                                   | 0.0 %      |
| A nivel nacional     | 1 785 547                             | 0.6 %      |

### Comunidades cubanas en los Estados Unidos
1. Westchester, Florida 65.69 %
2. Hialeah, Florida 62.12 %
3. Coral Terrace, Florida 61.87 %
4. West Miami, Florida 61.61 %
5. University Park, Florida 59.80 %
6. Olympia Heights, Florida 57.65 %
7. Tamiami, Florida 56.63 %
8. Hialeah Gardens, Florida 54.31 %
9. Medley, Florida 51.91 %
10. Sweetwater, Florida 49.92 %
11. Palm Springs North, Florida 43.59 %
12. Miami Lakes, Florida 42.28 %
13. Kendale Lakes, Florida 38.58 %
14. Fountainbleau, Florida 37.29 %
15. Miami, Florida 34.14 %
16. Miami Springs, Florida 31.83 %
17. Richmond West, Florida 29.30 %
18. Coral Gables, Florida 28.72 %
19. Virginia Gardens, Florida 26.11 %
20. South Miami Heights, Florida 25.70 %
21. Kendall 21.31 %
22. Miami Beach, Florida 20.51 %
23. Surfside, Florida 20.15 %
24. Country Club, Florida 19.97 %
25. West New York, Nueva Jersey 19.64 %
26. Louisville, Kentucky 18.03 %

### Cubanos reconocidos en los Estados Unidos

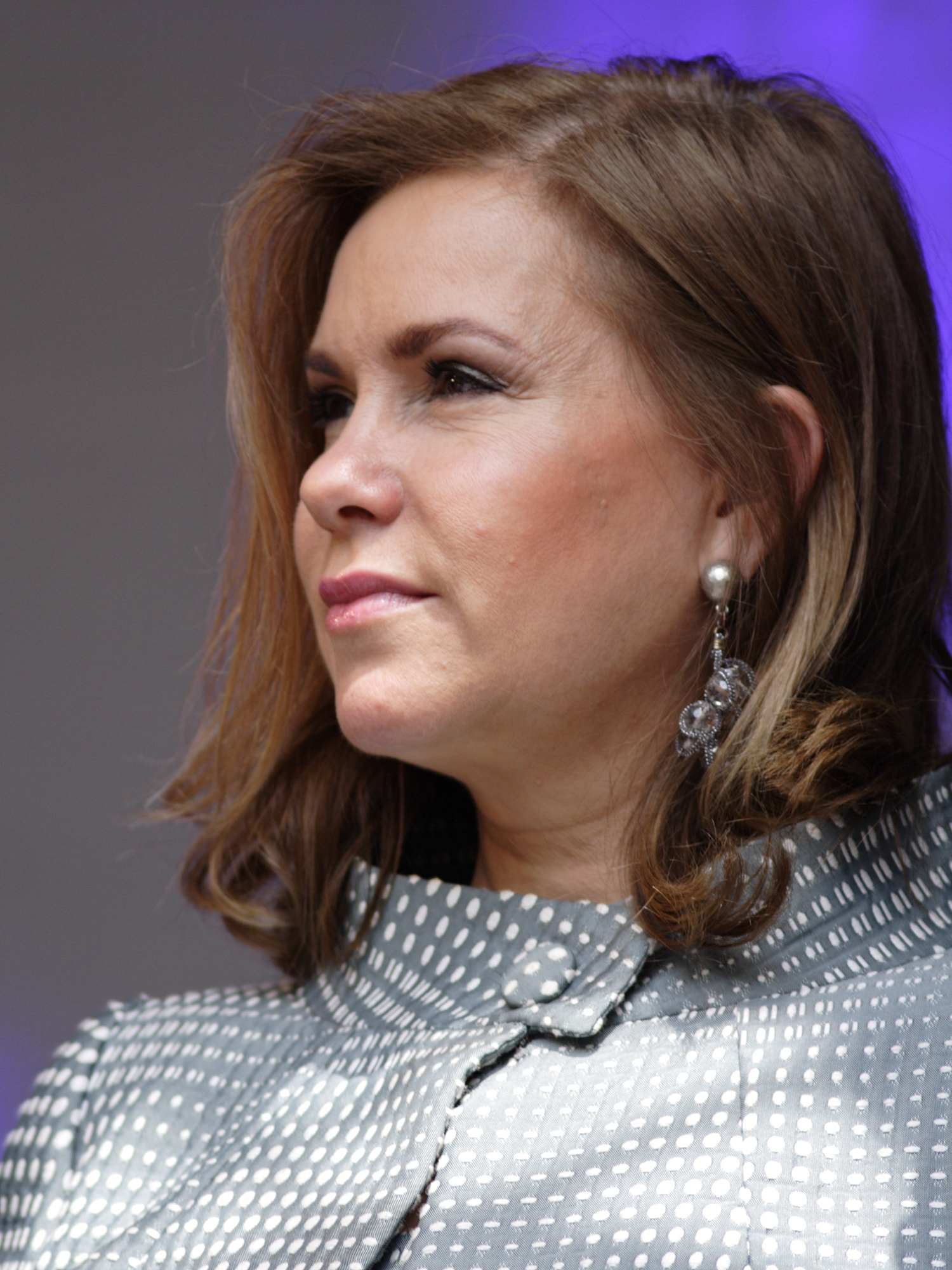
María Teresa de Luxemburgo
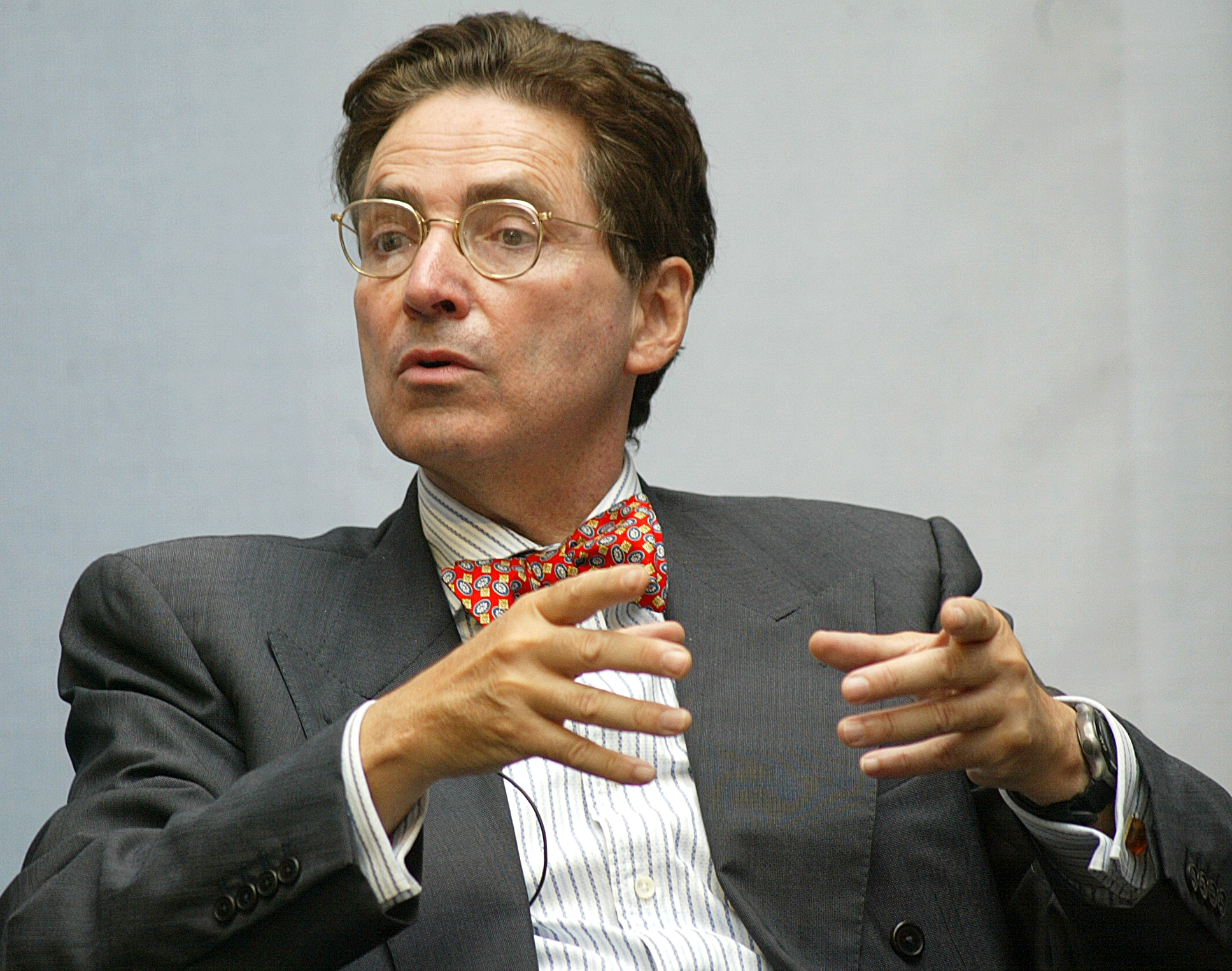
Alfred-Maurice de Zayas
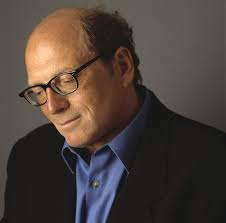
Oscar Hijuelos
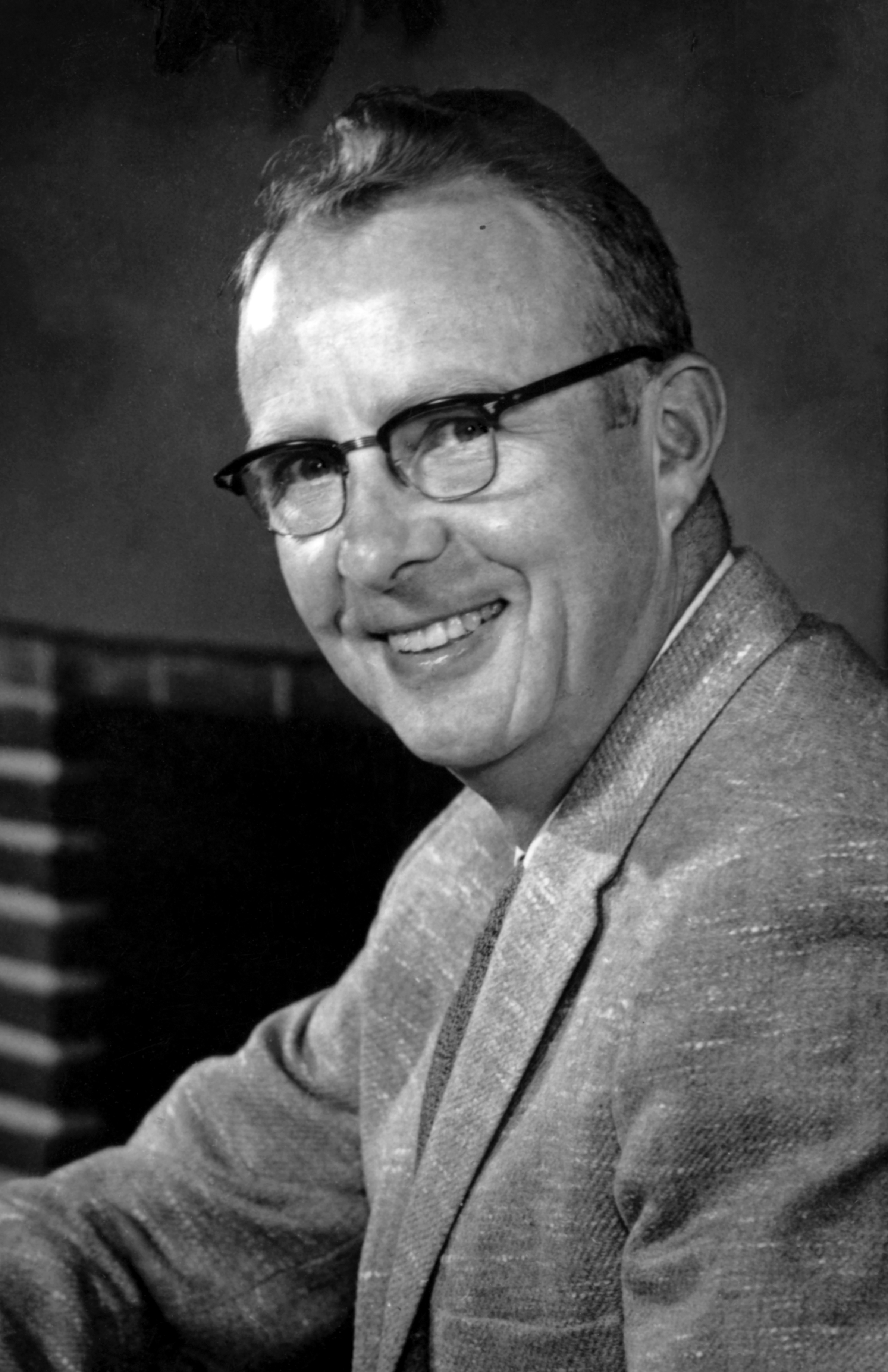
Luis Walter Alvarez
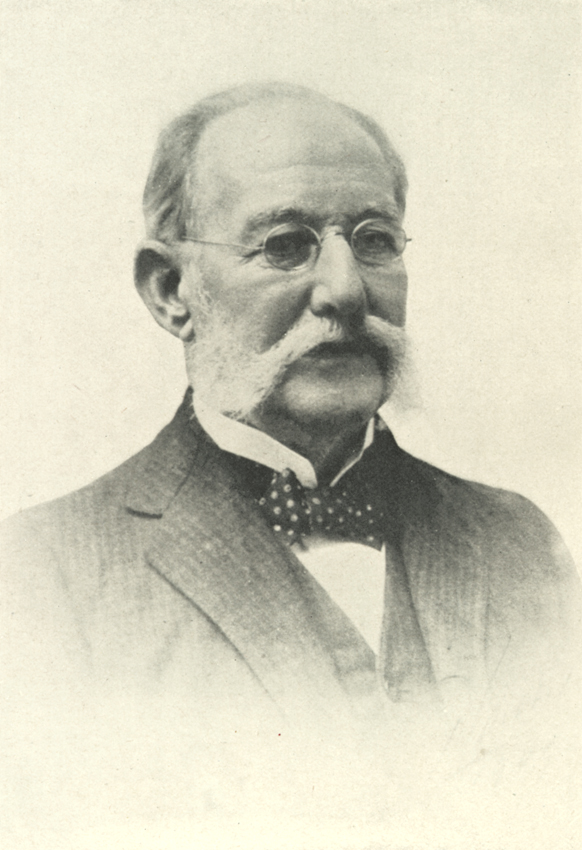
Carlos Finlay
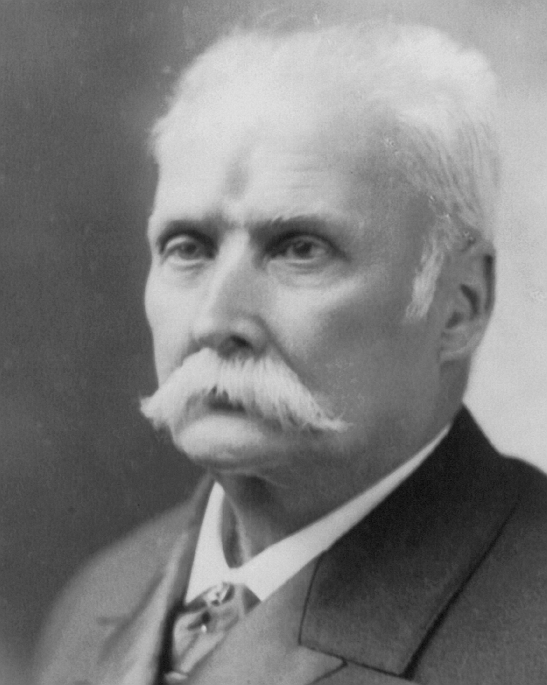
Calixto García

### Televisión y entretenimiento

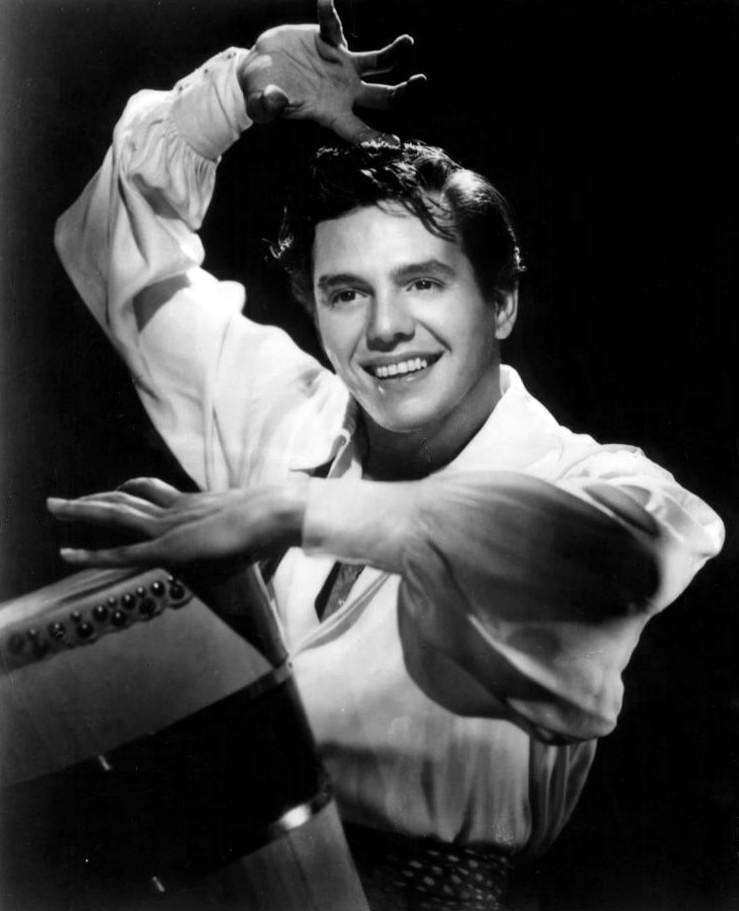
Desi Arnaz
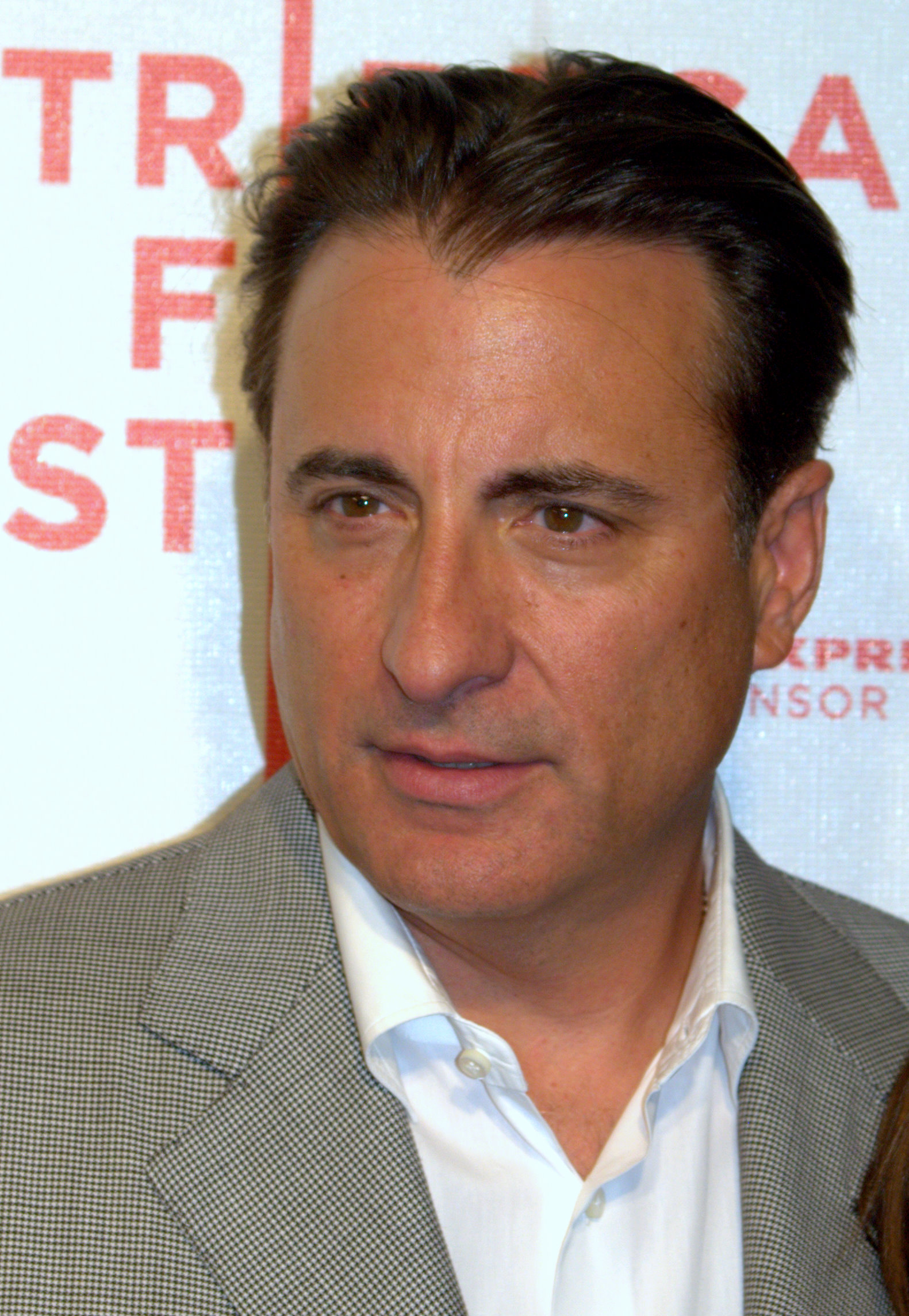
Andy Garcia
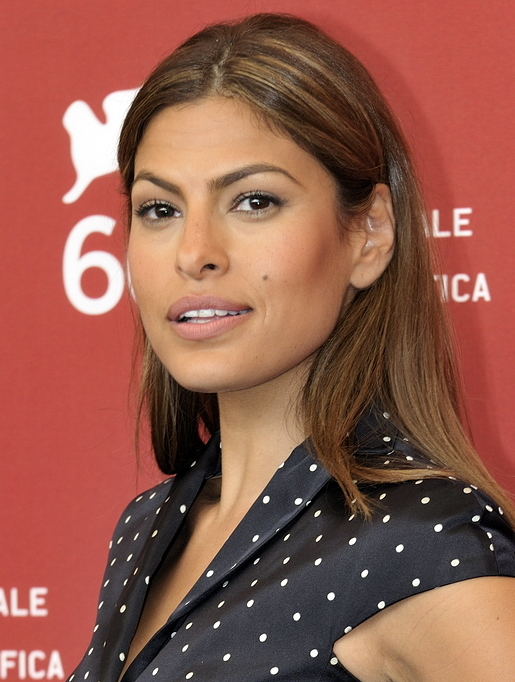
Eva Mendes
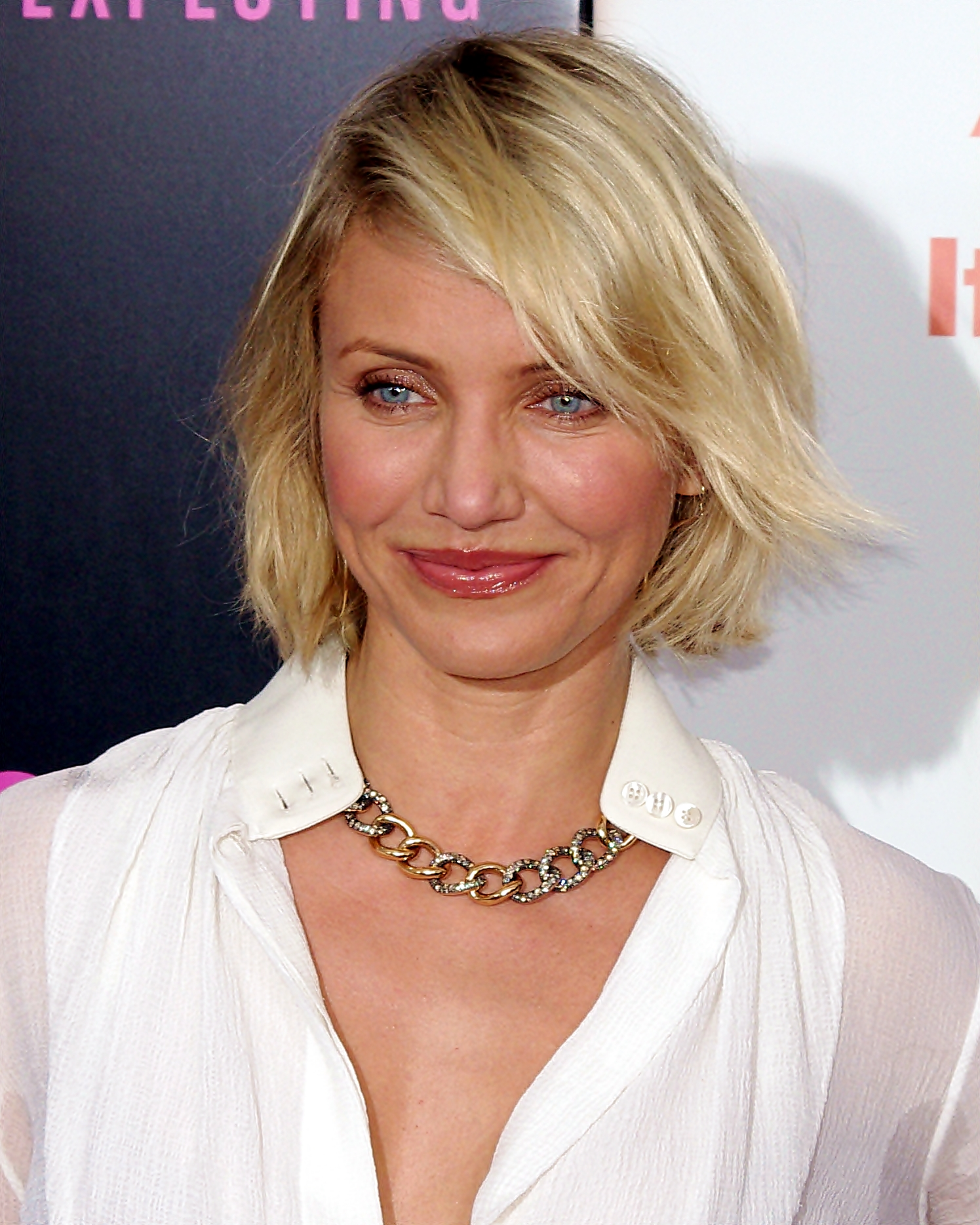
Cameron Diaz
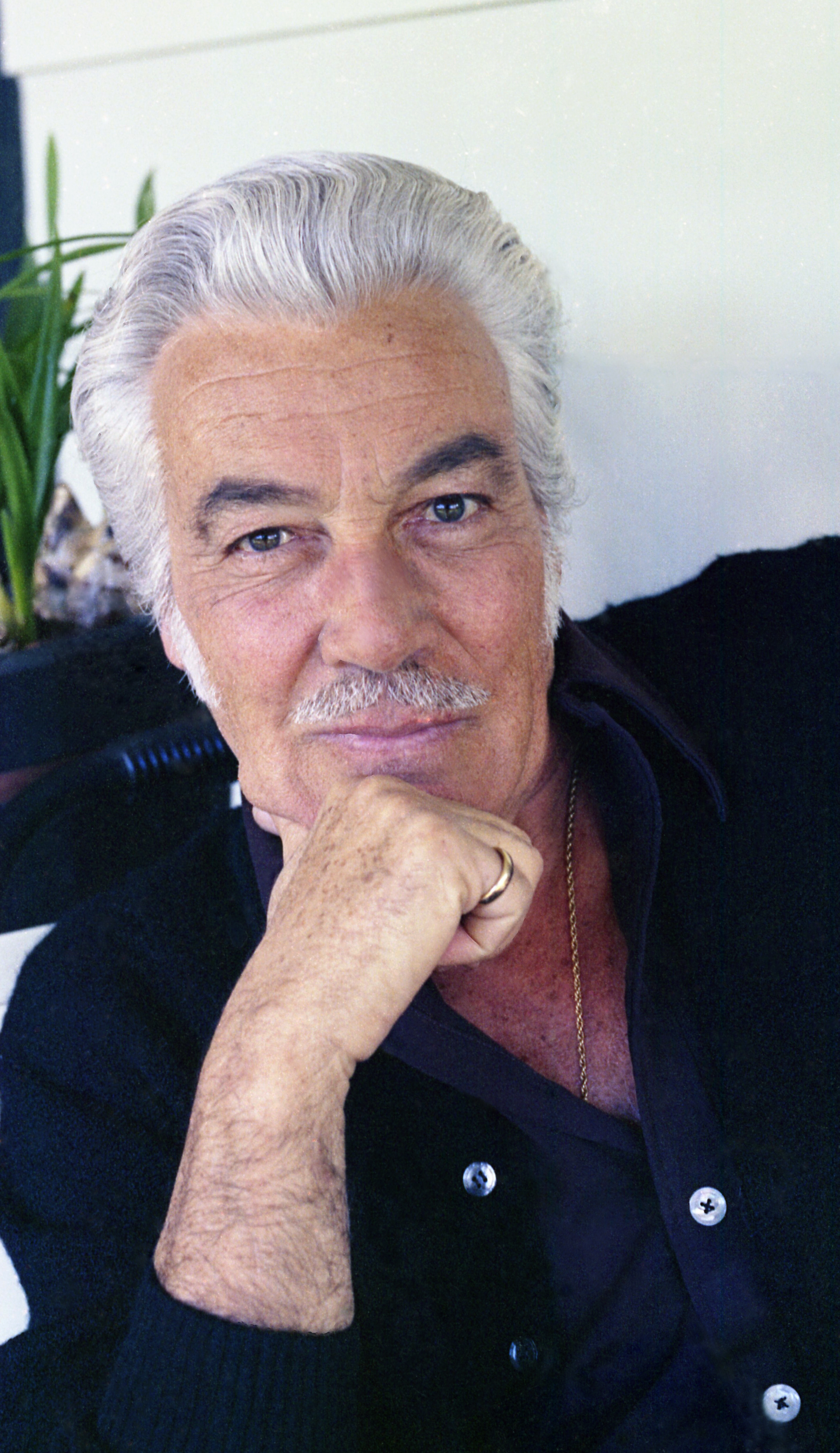
Cesar Romero
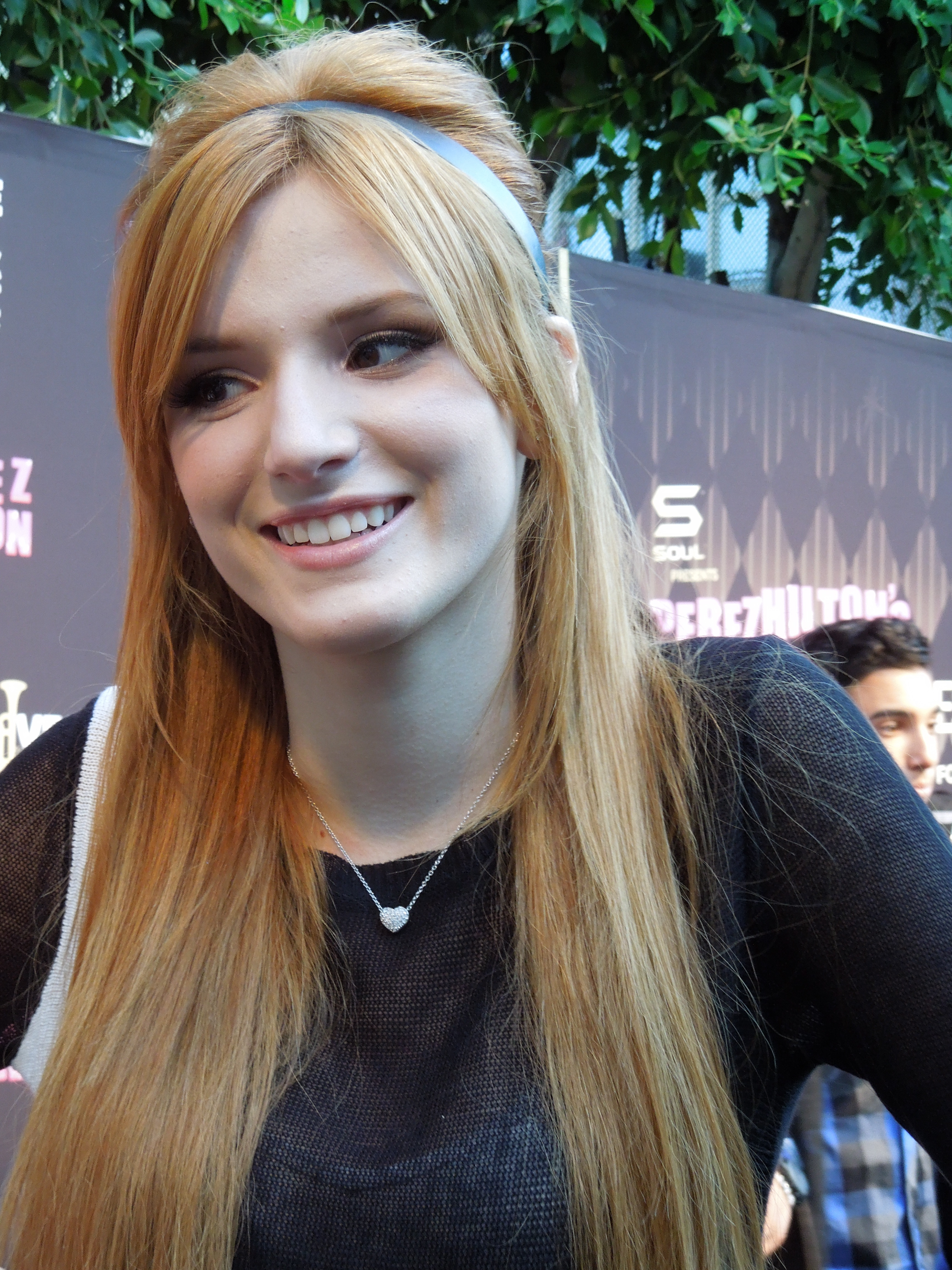
Bella Thorne
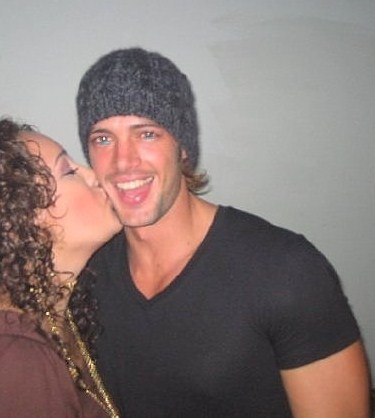
William Levy
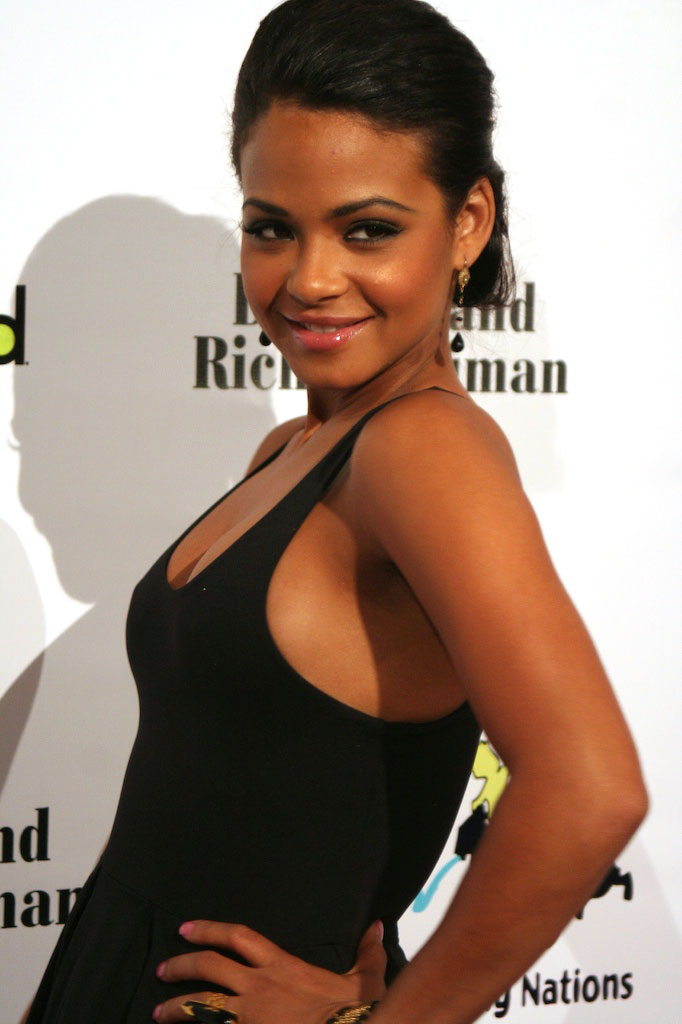
Christina Milian
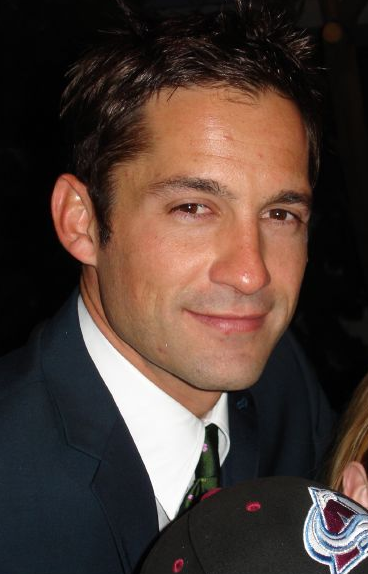
Enrique Murciano
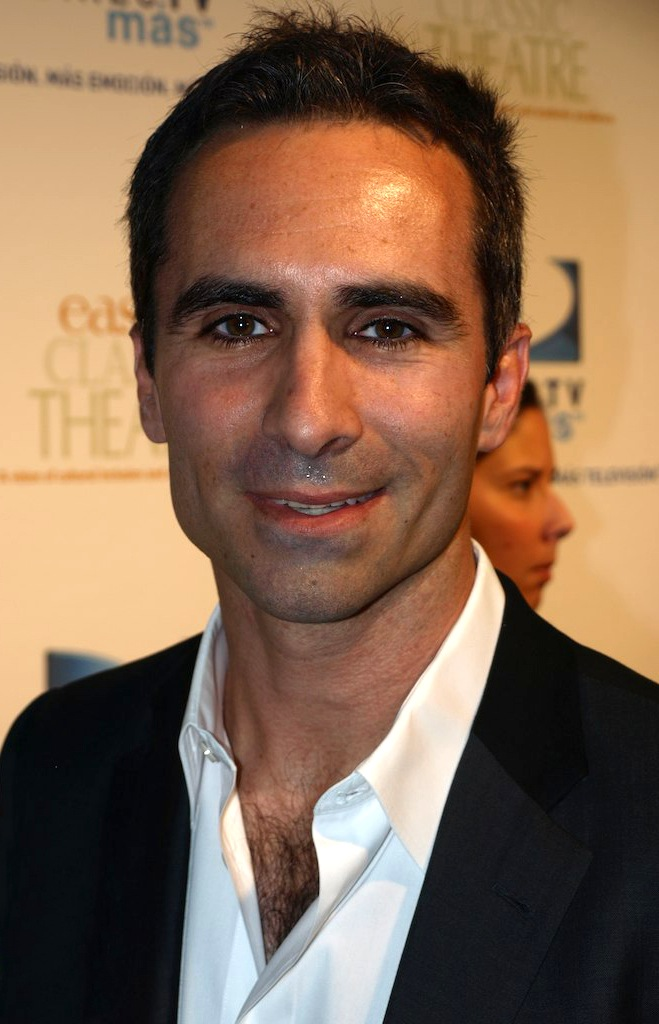
Nestor Carbonell
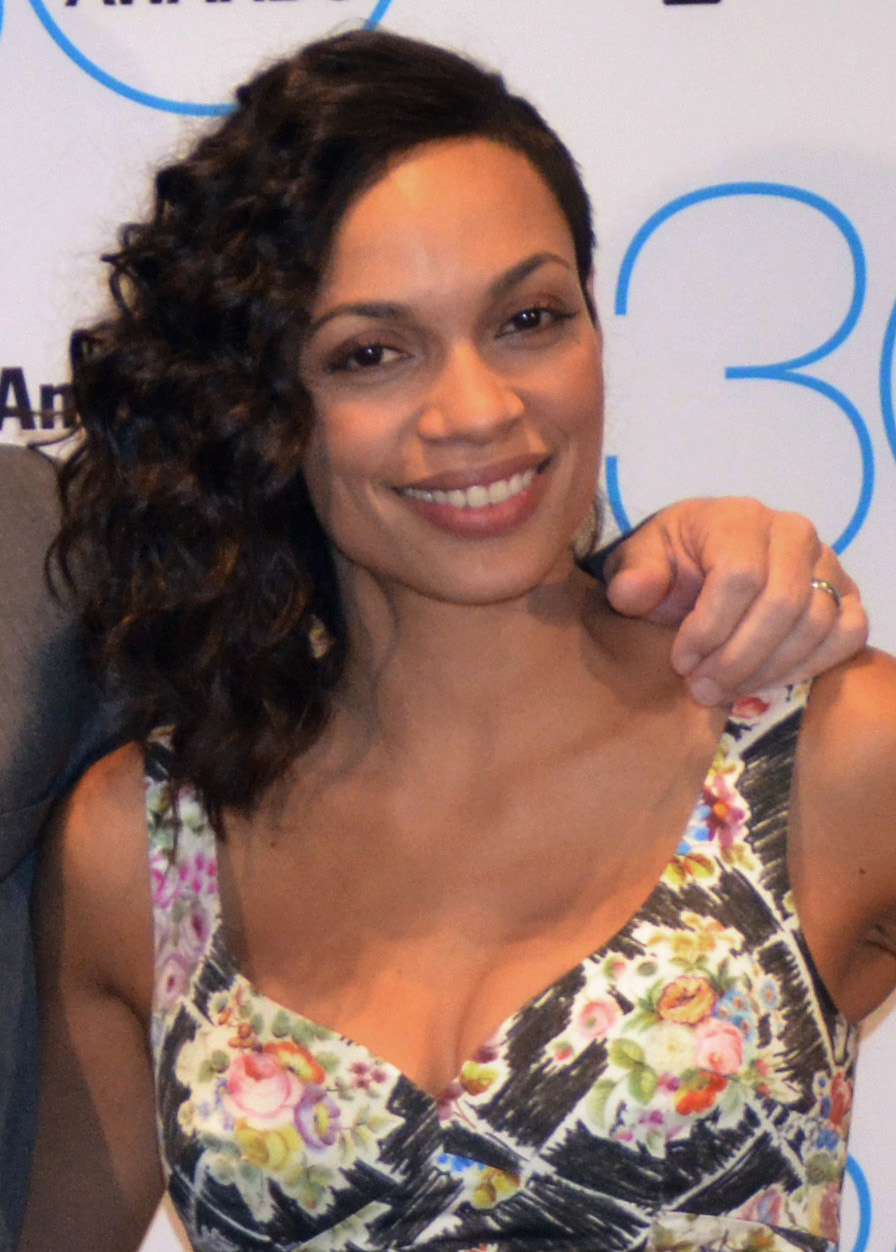
Rosario Dawson
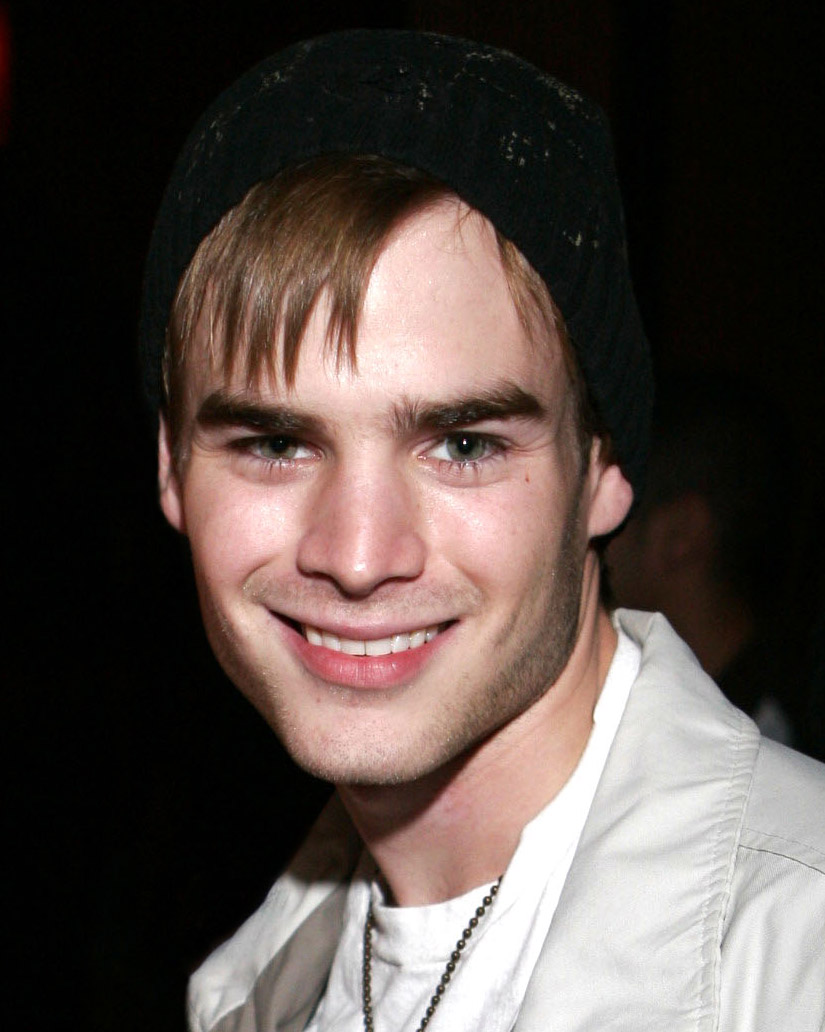
David Gallagher
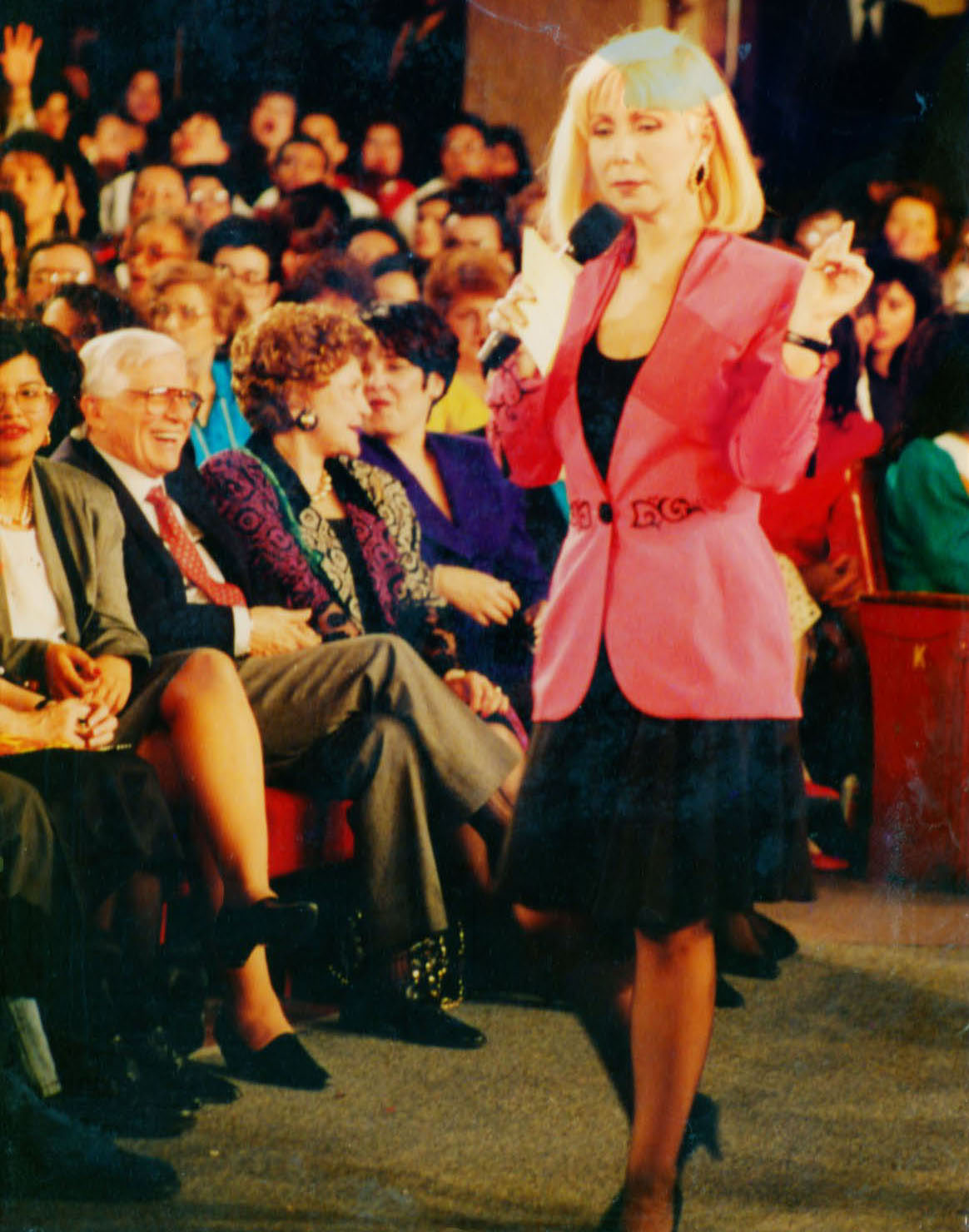
Cristina Saralegui
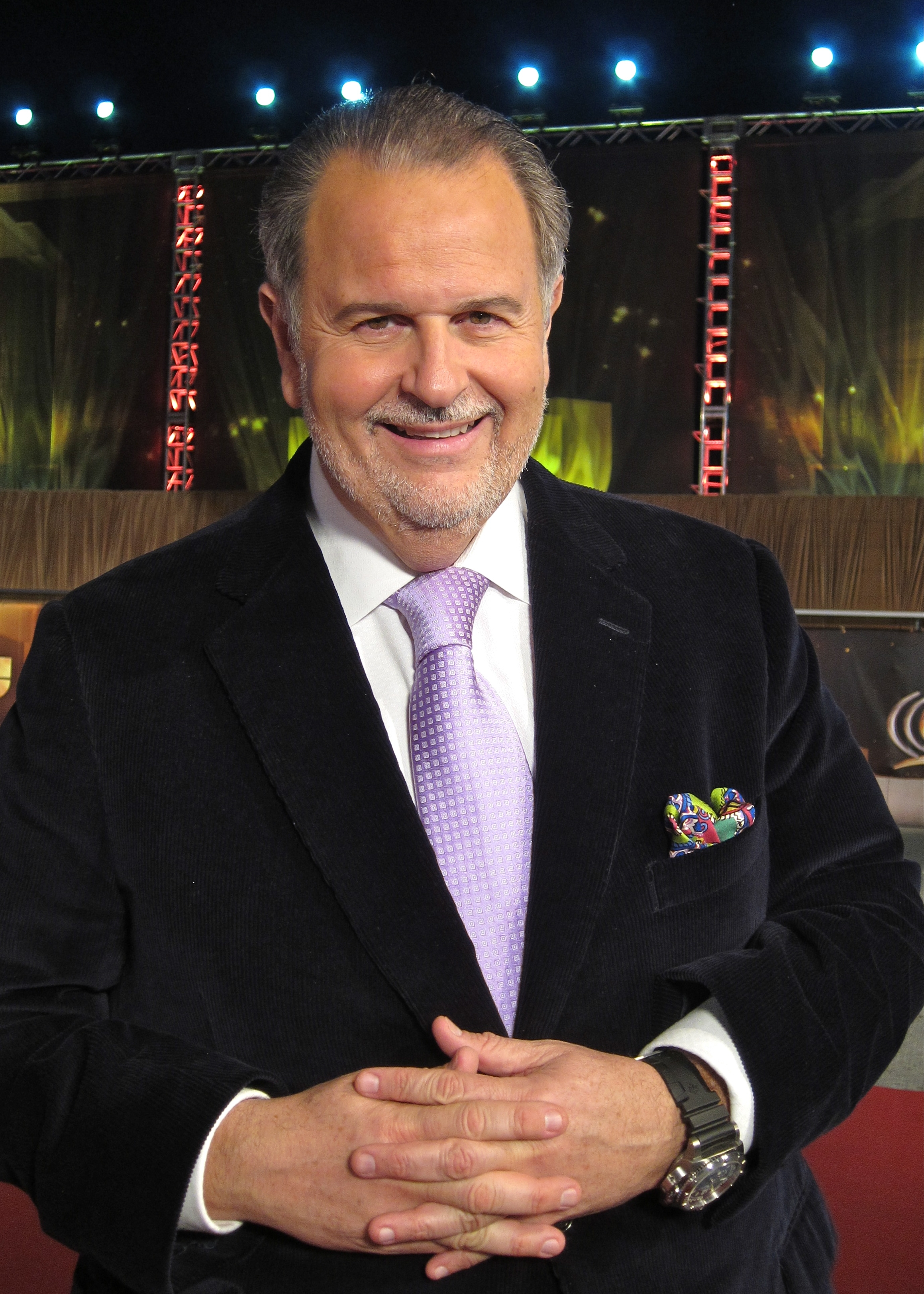
Raúl De Molina
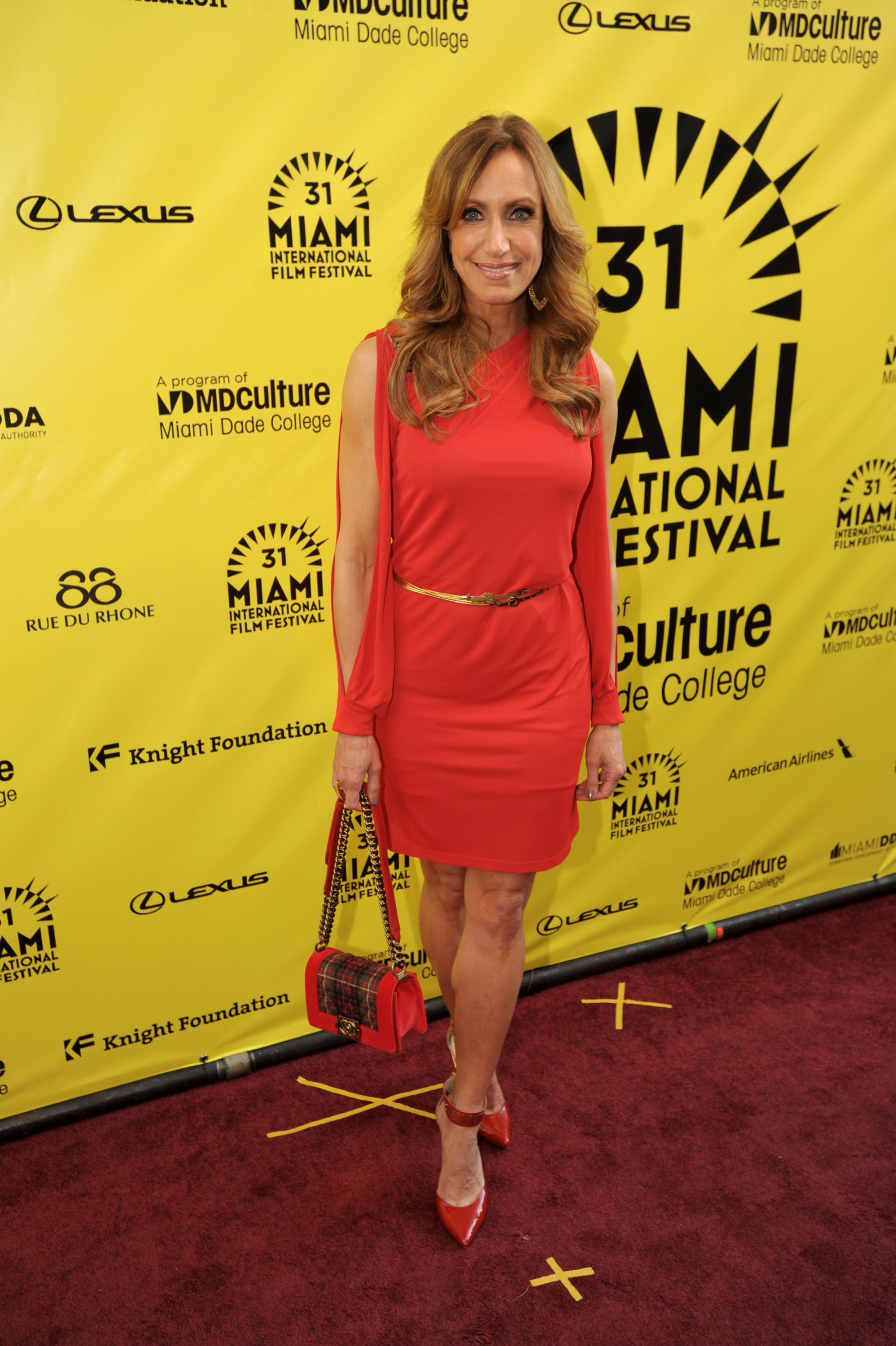
Lili Estefan

### Cantautores

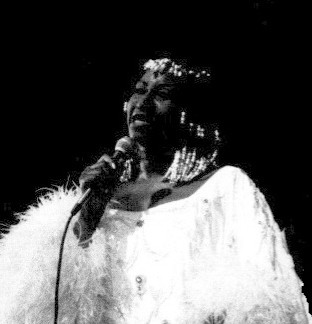
Celia Cruz
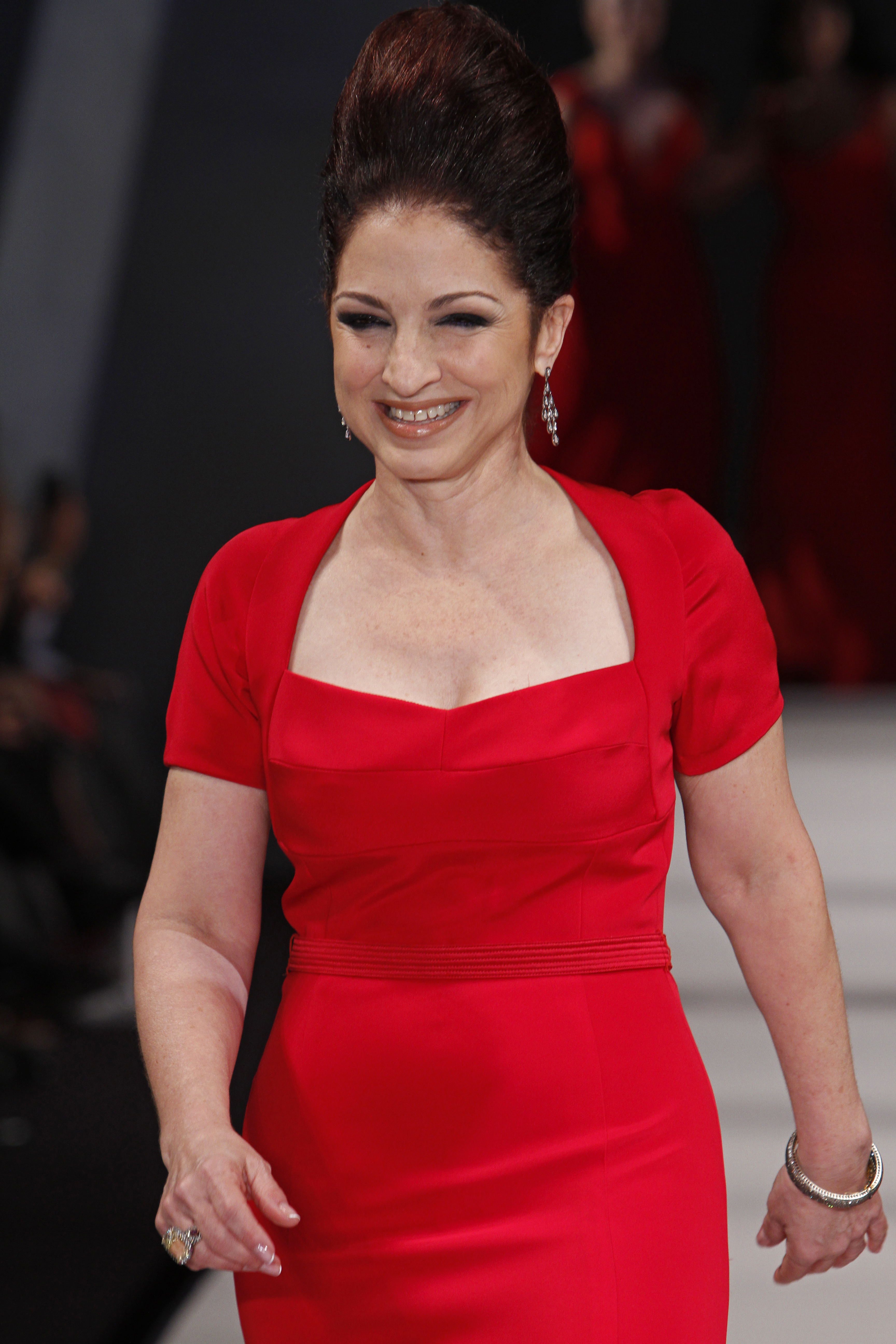
Gloria Estefan
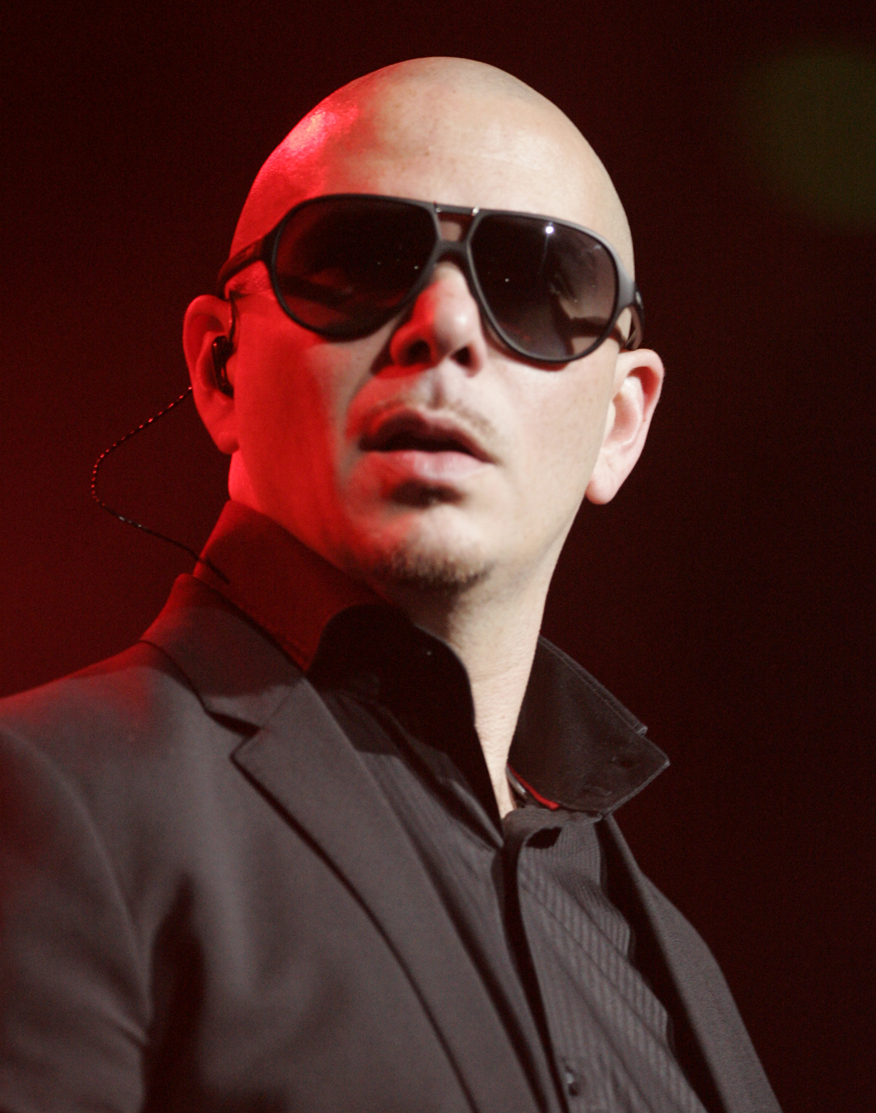
Pitbull
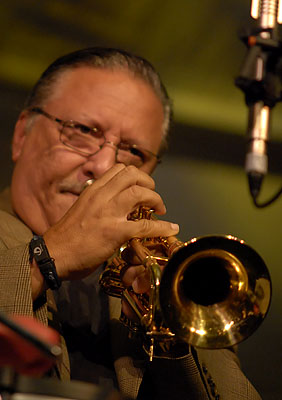
Arturo Sandoval
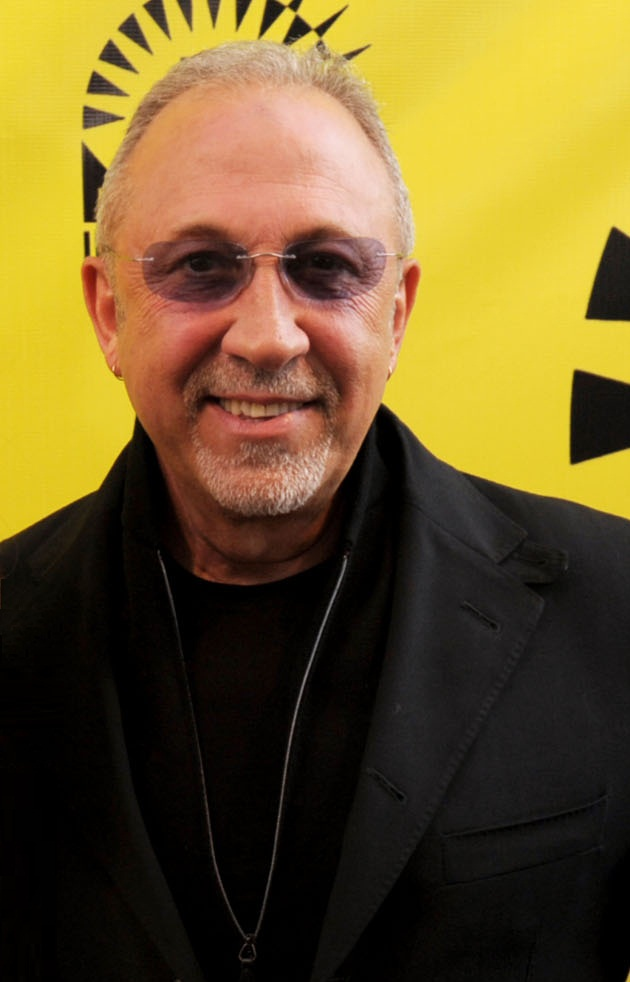
Emilio Estefan
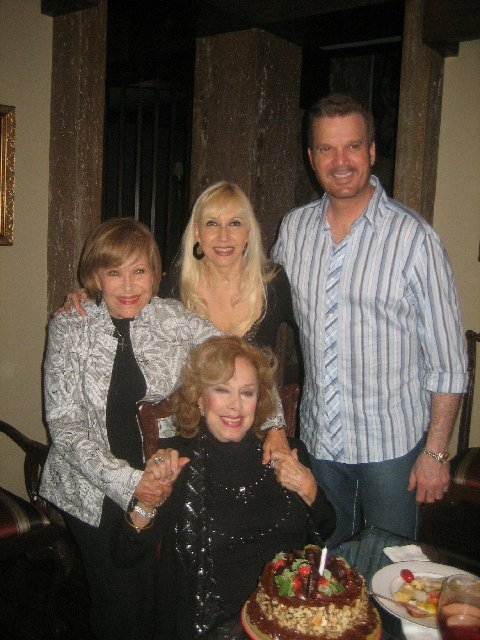
Willy Chirino
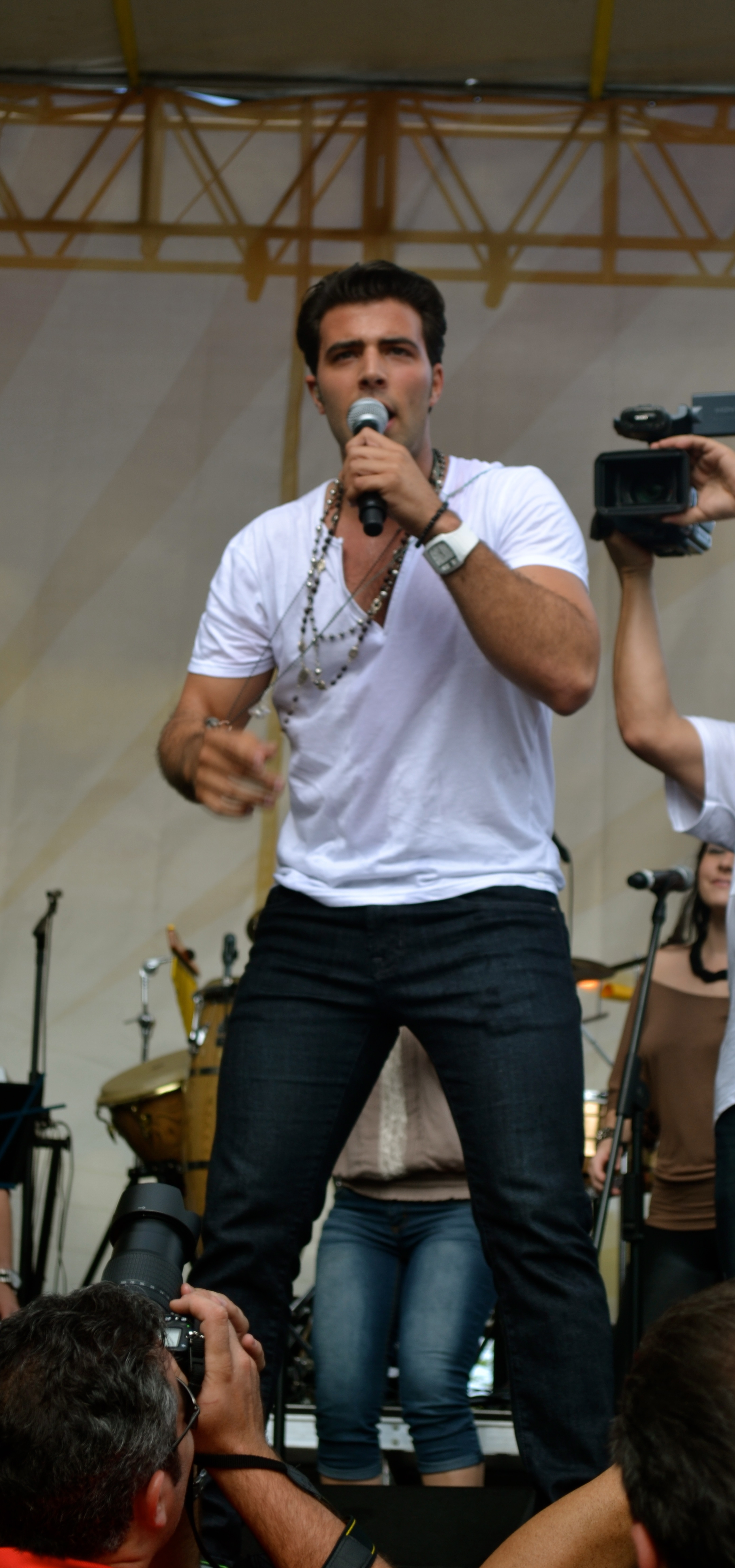
Jencarlos Canela
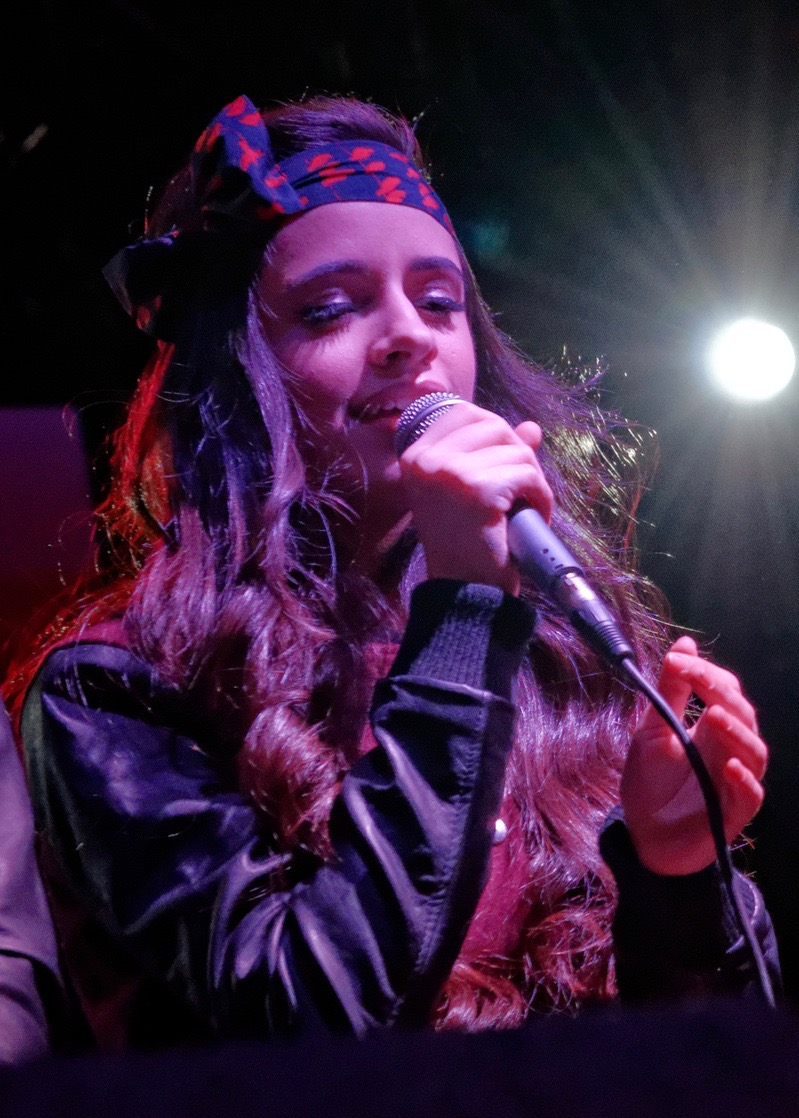
Camila Cabello
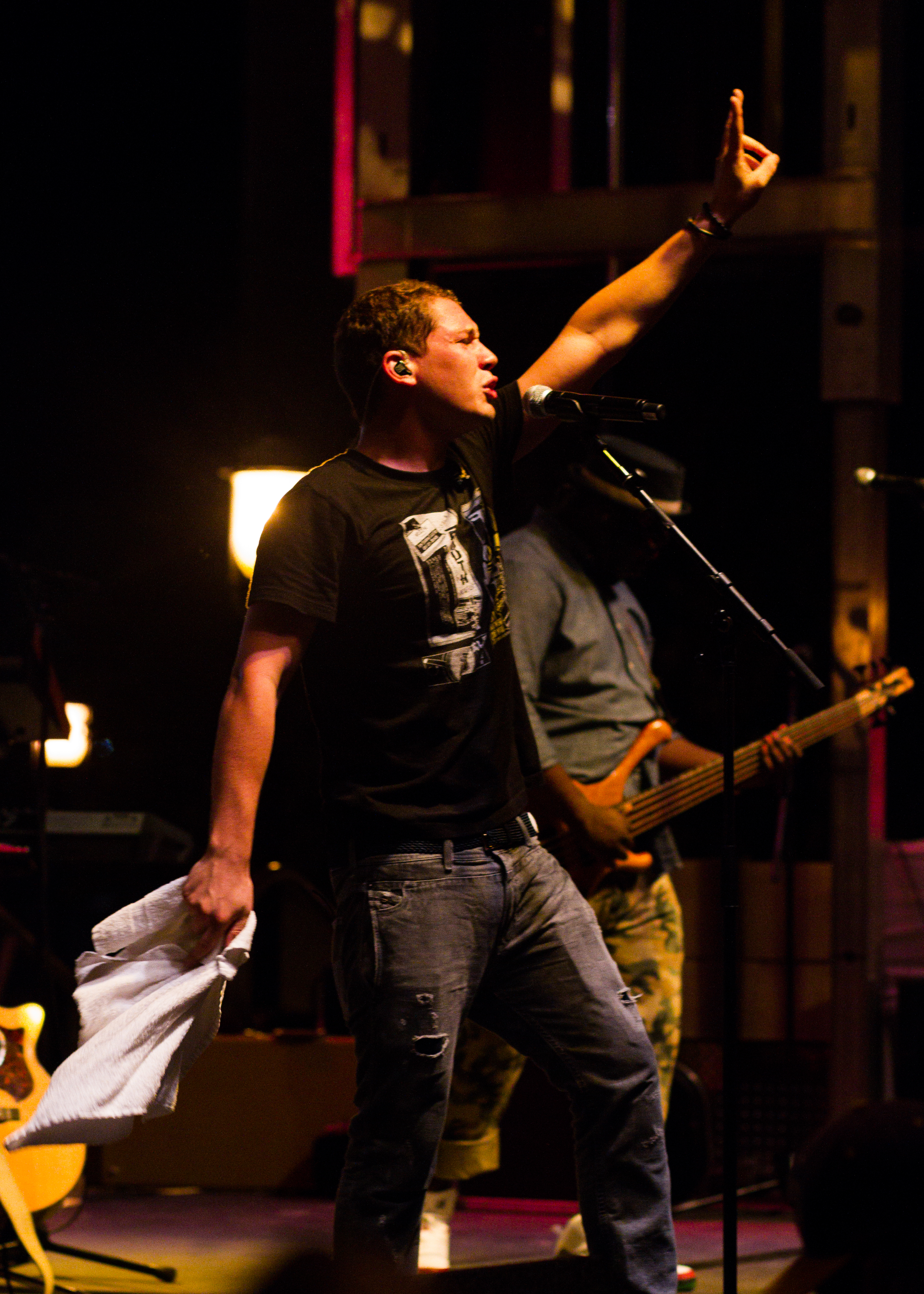
Cris Cab

### Atletas

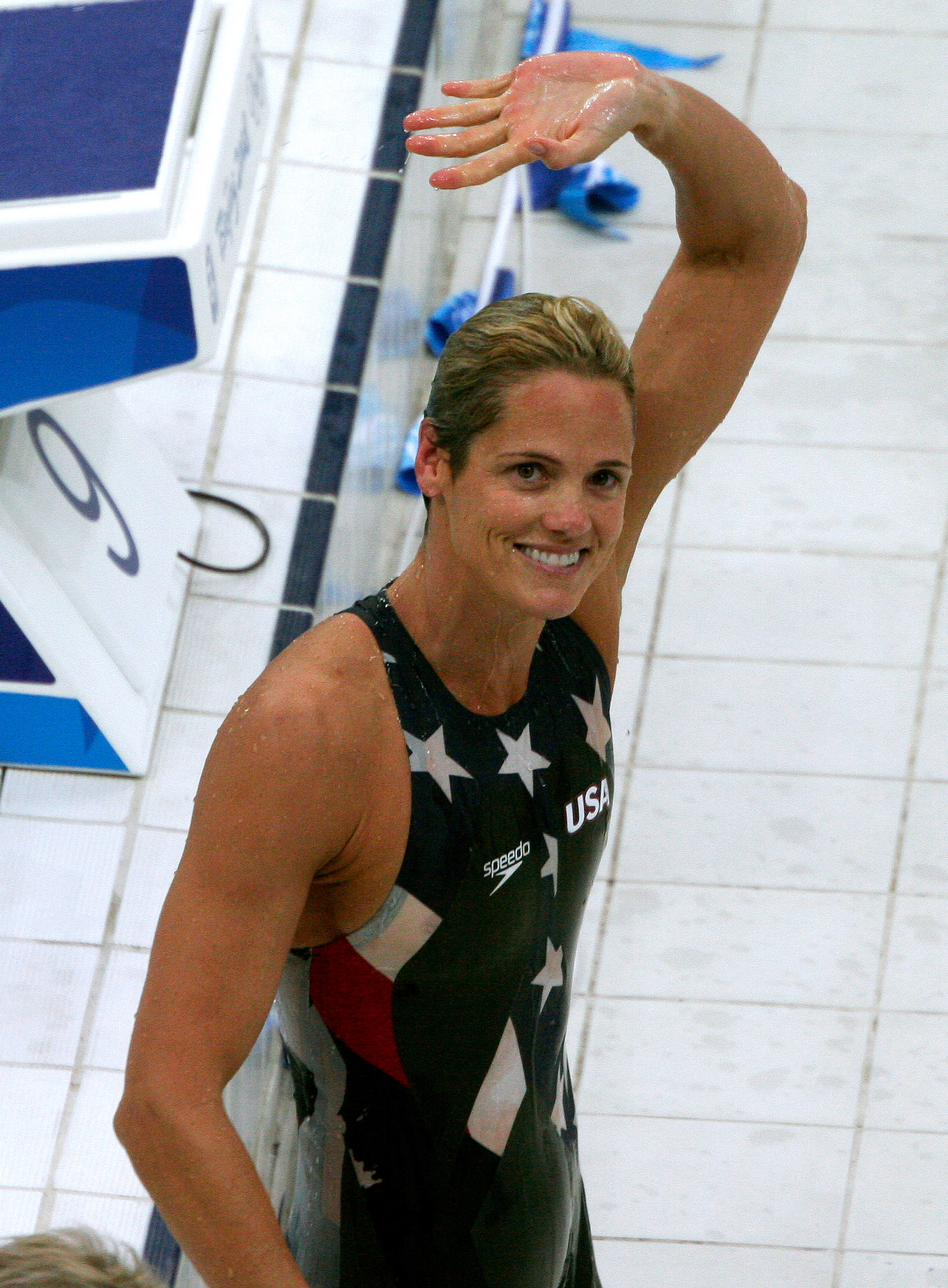
Dara Torres
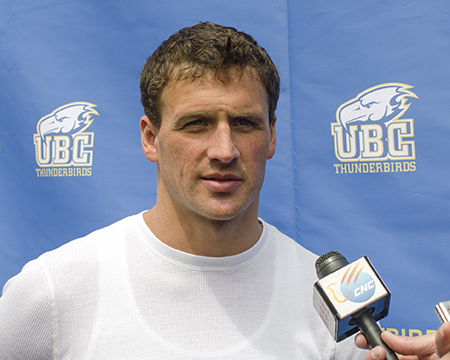
Ryan Lochte
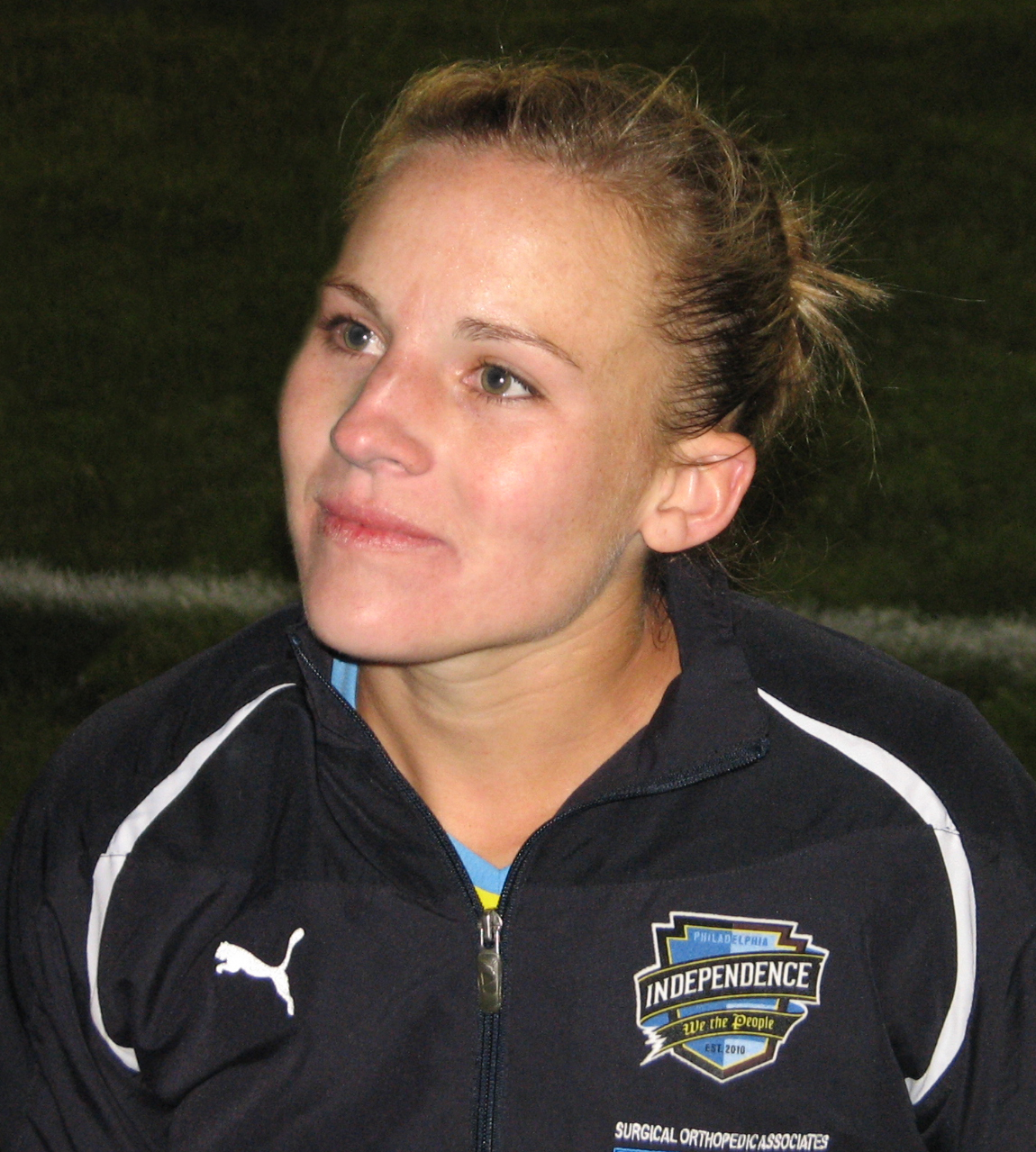
Amy Rodriguez
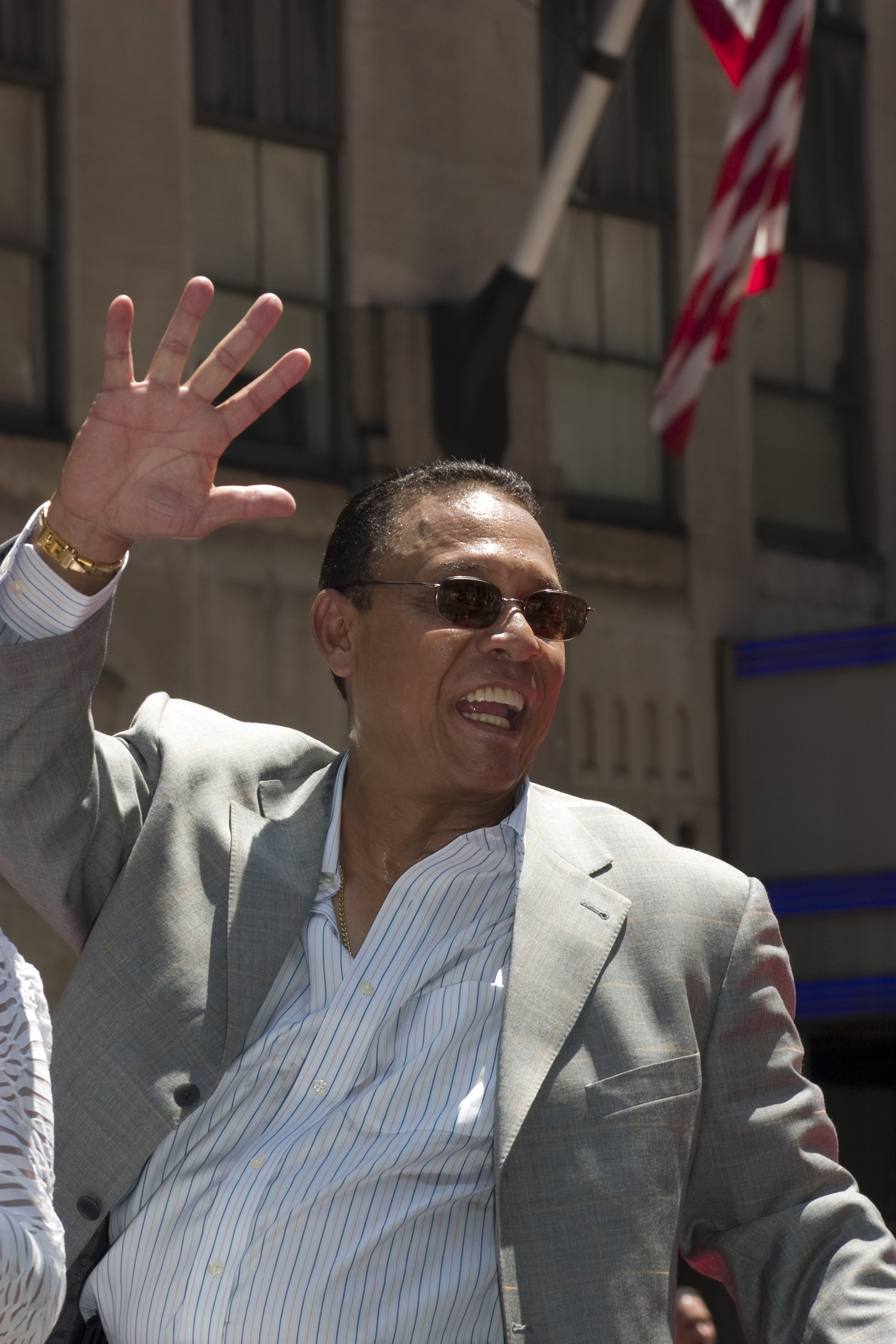
Tony Pérez
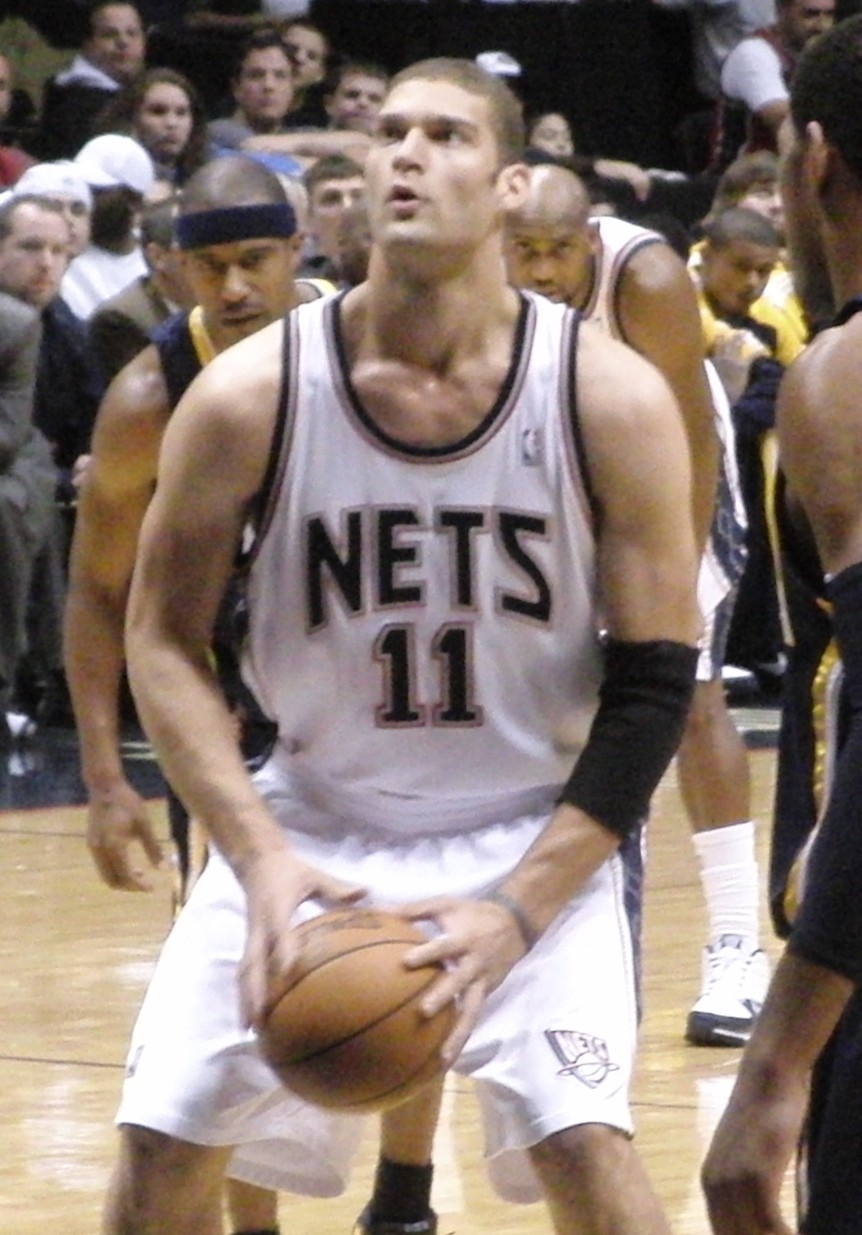
Brook Lopez
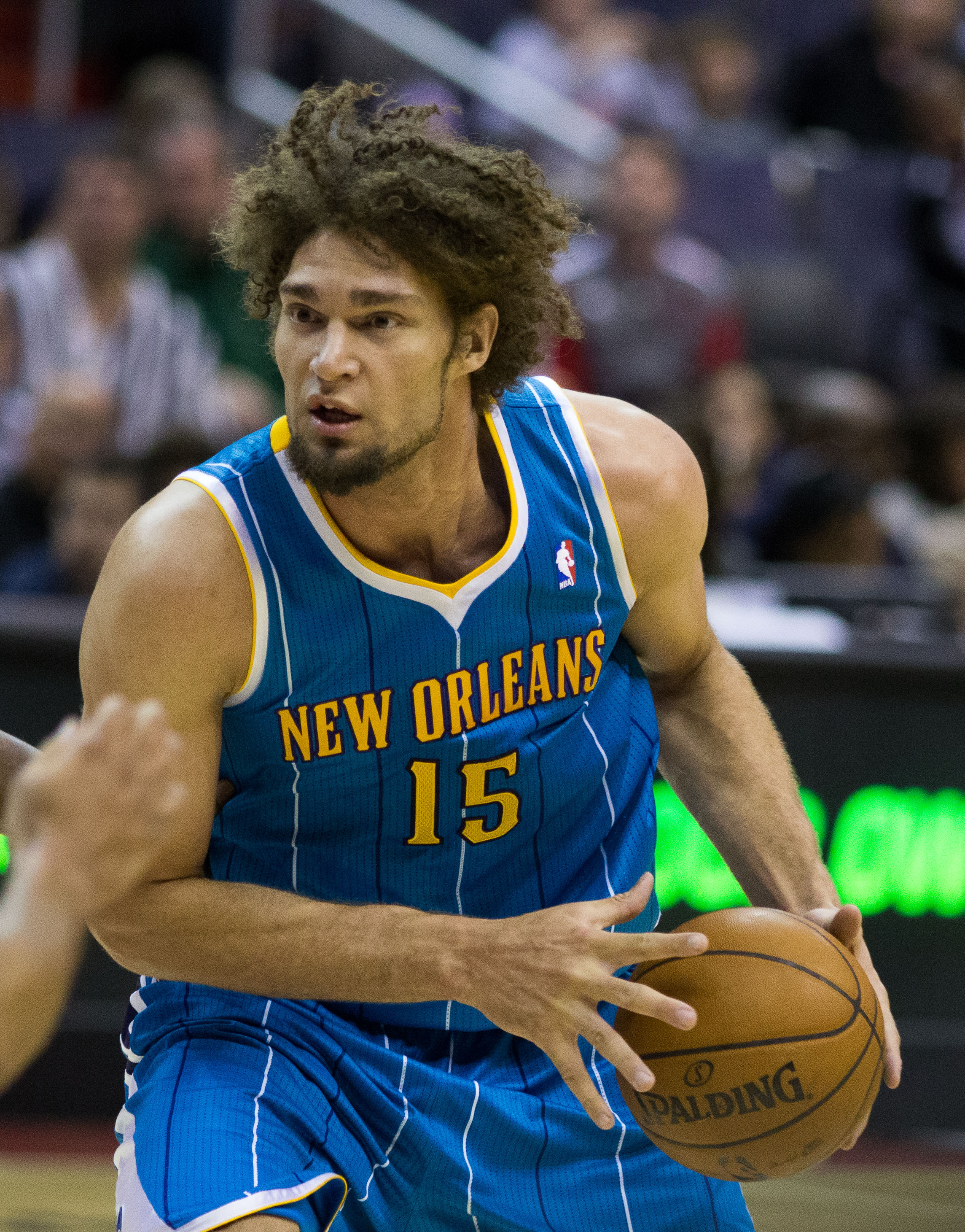
Robin Lopez
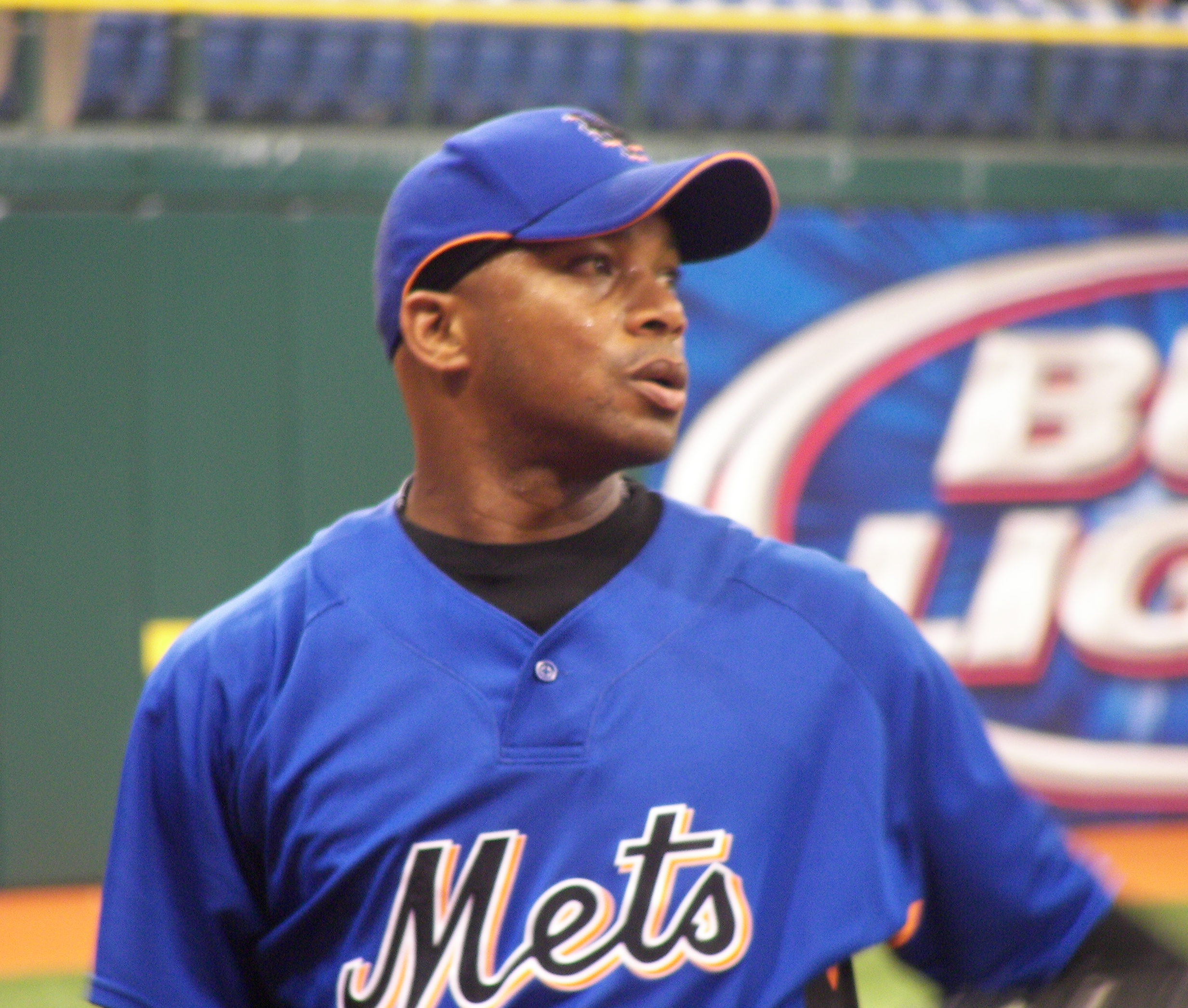
Orlando Hernández     "Duque"
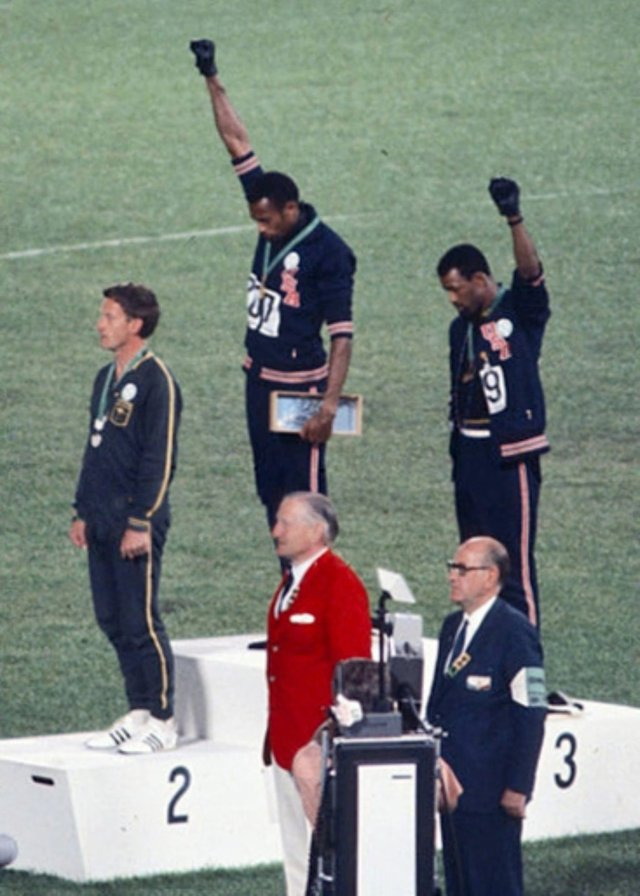
John Carlos
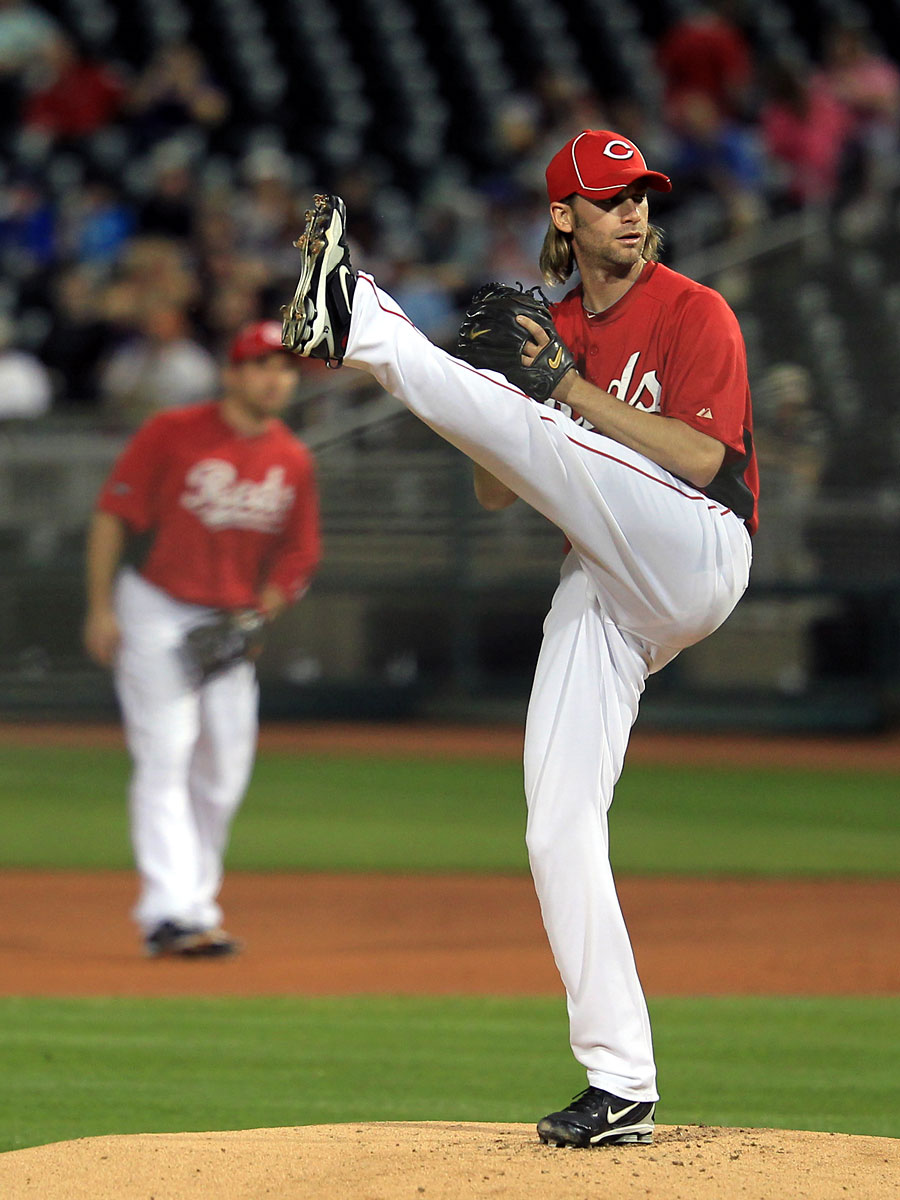
Bronson Arroyo
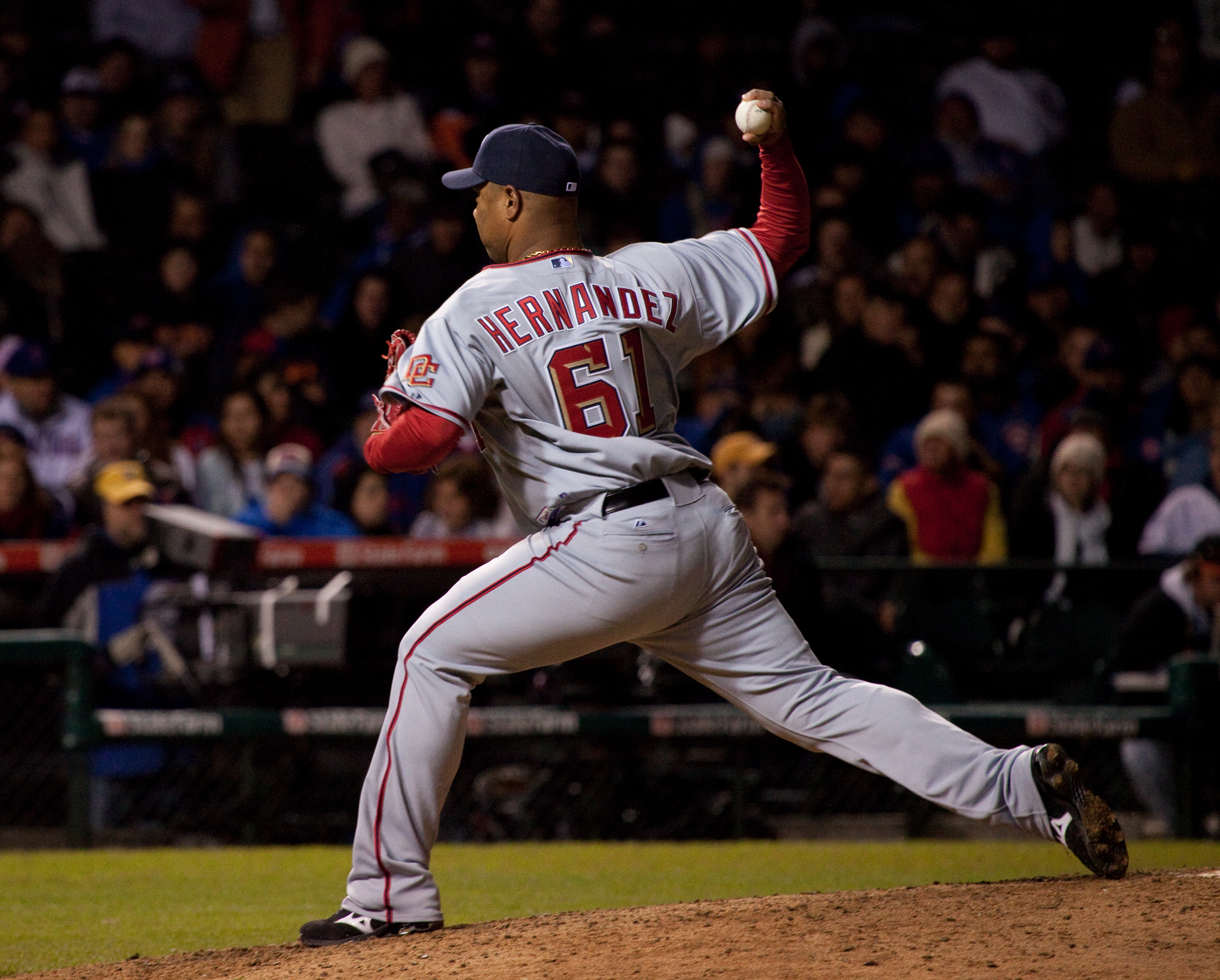
Liván Hernández
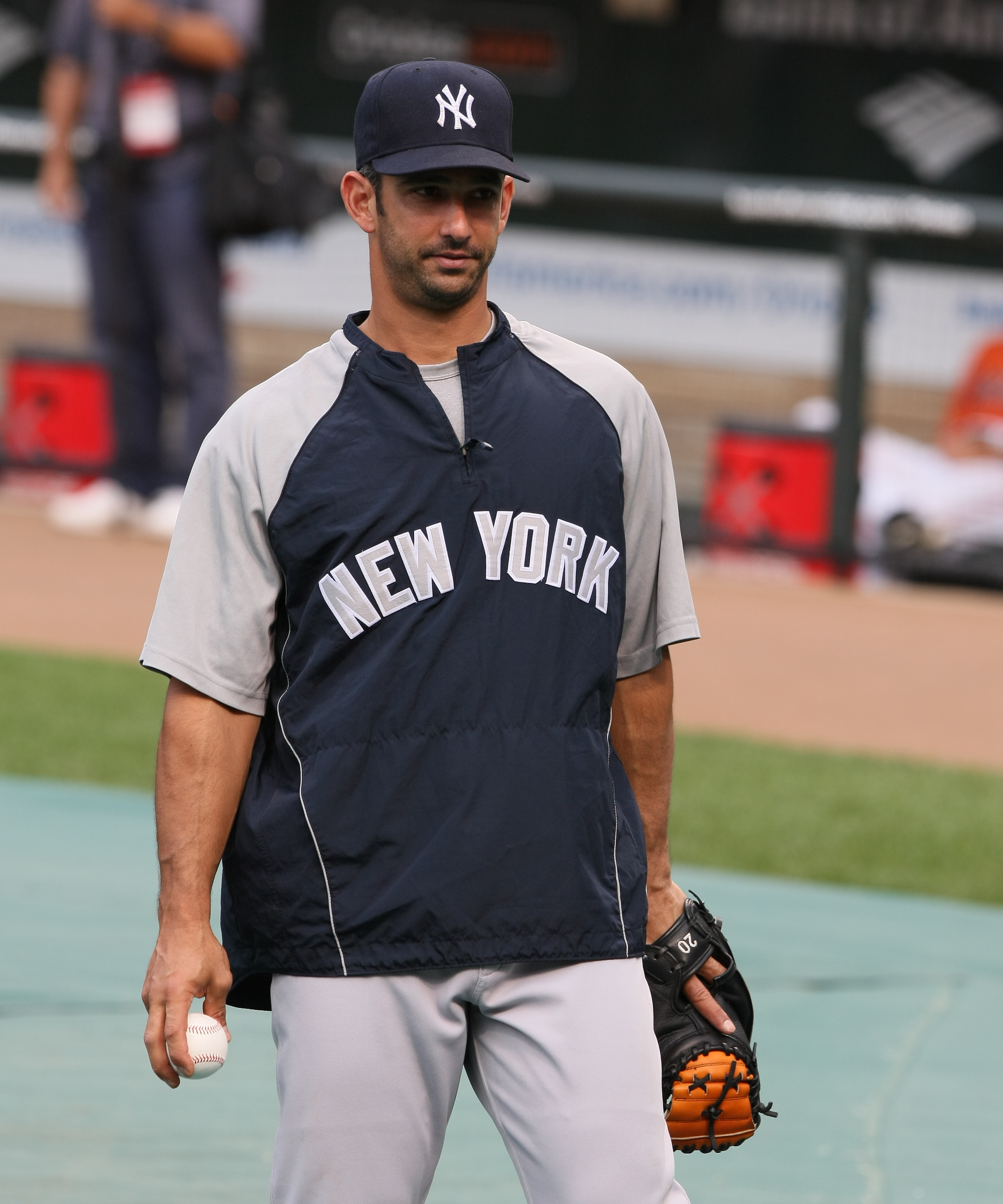
Jorge Posada